# Тибет (1912—1951)
Тибет (тиб. བོད་ (bod)) в період з моменту розпаду Імперії Цін 1912 року до утвердження в Тибеті влади Китайської Народної Республіки в 1951 році — держава на території Тибетського нагір'я. Попри те, що протягом цього періоду Тибет існував як де-факто незалежна теократична держава, очолювана Далай-ламою, де-юре міжнародно-правовий статус Тибету в цей період є предметом суперечок.
Починаючи з династії Юань, між Тибетом і імператорами в Пекіні склалися відносини покровителя віри і наставника у вірі. Після введення китайських військ і амбаней на початку XVIII століття, Імперія Цін встановила контроль над Тибетом. У XIX столітті влада імперії над Тибетом стала слабшати з ослабленням самої імперії, але Тибет як і раніше залишався залежним від неї. У 1912 році маньчжурська династія зреклася трону і була проголошена Республіка Китай. 13 лютого 1913 року Далай-лама XIII видав Декларацію незалежності Тибету.
З моменту проголошення незалежності Далай-лама XIII взяв курс на модернізацію країни і створення боєздатної армії. Однак під натиском забобонів народу і невдоволення духовенства, Далай-лама згорнув більшість реформ до кінця 1920-х років. Завдяки проведеним реформам армії територія, контрольована Лхасою, до 1932 року досягла річки Ялунцзян. В цей період часу Тибет підтримував дипломатичними відносини з такими країнами як Монголія, Республіка Китай, Непал, Сіккім, Бутан і Велика Британія.
17 грудня 1933 року вмирає Далай-лама XIII і регентом стає молодий настоятель монастиря Раден Джампел Єше. Це ознаменувало перемогу консервативних кіл лхасської еліти і остаточне згортання реформ, розпочатих Далай-ламою XIII. В цілому продовжуючи політику Далай-лами XIII, регент поступово сконцентрував владу в своїх руках. Але зі смертю Далай-лами, що володів релігійним авторитетом, центральна влада в Тибеті почала різко слабшати.
22 лютого 1940 року в залі Всіх Чеснот Сансари і Нірвани під палацом Потала пройшла церемонія інтронізації нового п'ятирічного Далай-лами XIV. Під час Другої світової війни тибетська влада дотримувалися нейтралітету, а територія Тибету майже не була залучена у військові дії. У післявоєнні роки ситуація в Тибеті була нестабільною.
У 1946 році на території Китаю почалася громадянська війна між Гоміньданом і Комуністичною партією Китаю, перевага в якій, з часом, переходила на бік КПК. Після проголошення Китайської Народної Республіки, між китайською і тибетської арміями сталися зіткнення, по закінченні яких було підписано «Угоду між Центральним народним урядом Китаю і місцевим тибетським урядом про заходи щодо мирного звільнення Тибету» і 9 вересня 1951 частини Народно-визвольної армії Китаю увійшли до столиці Тибету.

## Історичне тло

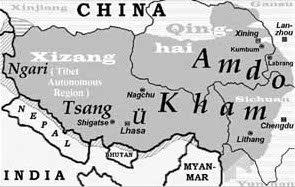
Історичні райони Тибета: Амдо, Кам, Цанг, Нгарі, столичний район Уй

За свою 3000-річну історію, Китай з сусідніми народами і державами сформував своєрідні форми відносин. Починаючи з монгольської імперії Юань, між імператорами в Пекіні і Тибетом, який був і є потужним релігійним центром, склалися відносини охранителя віри і наставника у вірі. Після введення китайських військ і амбаней на початку XVIII століття, Імперія Цін встановила контроль над Тибетом. В XIX столітті влада імперії над Тибетом стала слабшати з ослабленням самої імперії, але Тибет як і раніше залишався залежним від неї.
У 1911 році Зовнішня Монголія проголосила свою незалежність, а в 1912 році маньчжурська династія зреклася трону.

## Проголошення незалежності

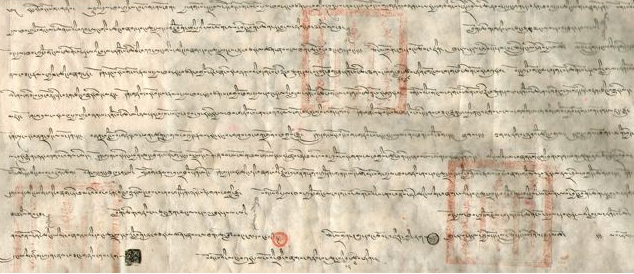
Монголо-тибетський договір про дружбу

11 січня 1913 представник Далай-лами Агван Доржиєв, в. о. міністра закордонних справ Монголії лама Равдан та інші уповноважені особи підписали Монголо-тибетський договір про дружбу, в якому країни визнавали Незалежність один одного. Уряд Китаю не визнав цю угоду.
23 січня 1913 Далай-лама XIII повернувся до палацу Потала як визнаний лідер Тибету. Там 13 лютого він видав Декларацію незалежності, в якій говорилося, що протягом всієї історії Китай і Тибет співпрацювали на основі відносин покровителя і священика, і що відносини Тибету і Китаю не ґрунтуються на підпорядкуванні одного іншому. У ній тибетці називалися незалежної та релігійної нацією, якій належить працювати для захисту своєї незалежної країни.

### Сімлська конвенція

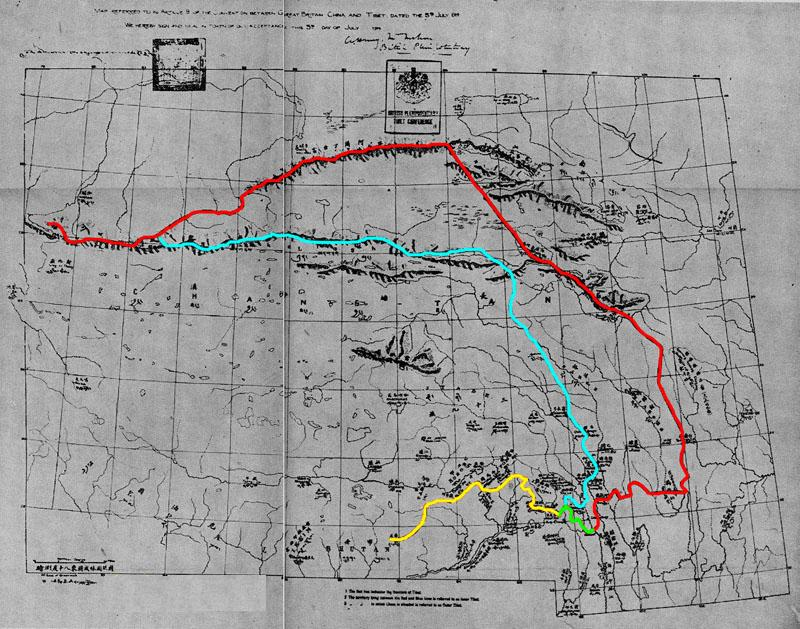
Лінії розділу Тибету згідно Сімлської конвенції: синя — рубіж між Зовнішнім і Внутрішнім Тибетом, червона — кордон Тибету і Китаю

Під тиском Великої Британії, Китайський уряд в березні 1913 року взяв участь у переговорах із владою Тибету в Чамдо, але переговори були незабаром зупинені і продовжилися лише в жовтні 1913 року в Сімлі за участю Великої Британії. В березні 1914 року тибетська і британська делегації домовилися про тибетсько-індійський кордон і обмінялися нотами. В квітня 1914 глави китайської, тибетської і британської делегації парафували британський варіант конвенції, друга стаття якої проголошувала:
|  | Уряди Великої Британії і Китаю, визнаючи, що Тибет перебуває під сюзеренитетом Китаю, і, визнаючи автономію Зовнішнього Тибету, зобов'язуються поважати територіальну цілісність країни і утримуватися від втручання в управління Зовнішнім Тибетом (включаючи вибори і введення в посаду Далай-лами), яке повинно залишатися в руках уряду Тибету Лхаси. Уряд Китаю зобов'язується не перетворювати Тибет в китайську провінцію. Уряд Великої Британії зобов'язується не анексувати Тибет або якусь його частину. |

Незважаючи на передбачуваний поділ Тибету на Зовнішній і Внутрішній, географічно і політично Тибет, згідно з конвенцією, залишався єдиною державою. Основні розбіжності були пов'язані з кордоном Зовнішнього і Внутрішнього Тибету. Китайська делегація була не згодна з встановленим британським варіантом кордону і, в підсумку, відмовилася підписувати конвенцію. Однак, тибетська і британська делегація підписали «Додаткову угоду», де йшлося:
|  | Ми, уповноважені Великої Британії і Тибету, склали справжню декларацію для того, щоб заявити про визнання парафованої Конвенції обов'язкової для уряду Великої Британії і Тибету; ми прийшли також до згоди, що, до того як уряд Китаю підпише дану Конвенцію, воно не буде користуватися привілеями, що випливають із цієї Конвенції. |

## Державний устрій

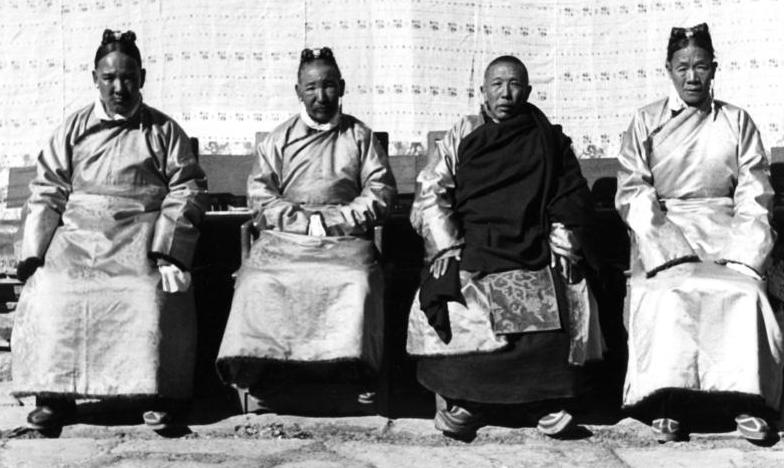
Чотири калона Кашаг, 1938 рік

Як і в XIX столітті, у період своєї фактичної незалежності Тибет залишався теократичною державою, главою якого був Далай-лама. Державною релігією був тибетський буддизм школи Гелуг, основою державної ідеології була ідея «chösi nyitrel», що перекладається як «релігійні і політичні справи об'єднані».
Уряд Тибету знаходився в Лхасі і складався з Далай-лами, Кашаг (кабінету міністрів), Цогду (Національної асамблеї) і виборної бюрократії.
Далай-лама є не обмеженим нічим і ніким абсолютним правителем Тибету. Під час пошуку реінкарнації Далай-лами або його малого віку Цогду призначав регента, який управляв країною.
Вищим органом виконавчої влади був Кашаг, який складався з чотирьох калонів. Кашаг підпорядковувався безпосередньо Далай-ламі, а калона довічно призначалися Далай-ламою і приносили йому клятву вірності. З 1894 року одним з калонів в обов'язковому порядку повинен був бути лама. Кашагу підпорядковувалися Йігцзан і Цзікан, що відали, відповідно, релігійною і світською сферами життя країни. Йігцзан очолювали 4 лами — секретарі, Цзікан — 4 цзіпйони.
При необхідності, Кашаг або Далай-лама могли скликати Цогду або Велику Цогду. Цогду складався з 4 лам-секретарів, 4 цзіпйонів та представників трьох великих монастирів. У Велику Цогду, крім членів Цогду, входили представники всіх монастирів і всі чиновники, які перебували в Лхасі.
Юридична система базувалася на принципах, розроблених ще за Сронцангамба і доповнені Далай-ламою V і Далай-ламою XIII. Судова влада здійснювалася суддями, які призначалися урядом. Деякі судові функції виконували цзіпйони (сільські старости).
Тибет ділився на 53 цзона (округи), управлявся кожен з яких спільно світським і буддійський цзінпйонами. Особливо важливими містами та області управляли губернатори, які, також як і цзінпйони, призначалися Кашагом на три роки. На території Тибету існували і напівнезалежні князівства, які підпорядковувалися безпосередньо Кашагу. Через відсутність сучасних способів зв'язку, Тибет відрізнявся сильною децентралізацією влади: деякі райони і князівства Тибету користувалися значною автономією.

### Грошова система
Грошова система Тибету відрізнялася від інших паралельним існуванням двох монетних номіналів:
- Перший був запозичений в Непалі, його основною грошовою одиницею була транка, що складалася з 15 скар.
- Другий був запозичений в Китаї і його грошовою одиницею був сранг, що складався з 10 шо, кожен з яких складався з 10 скар.

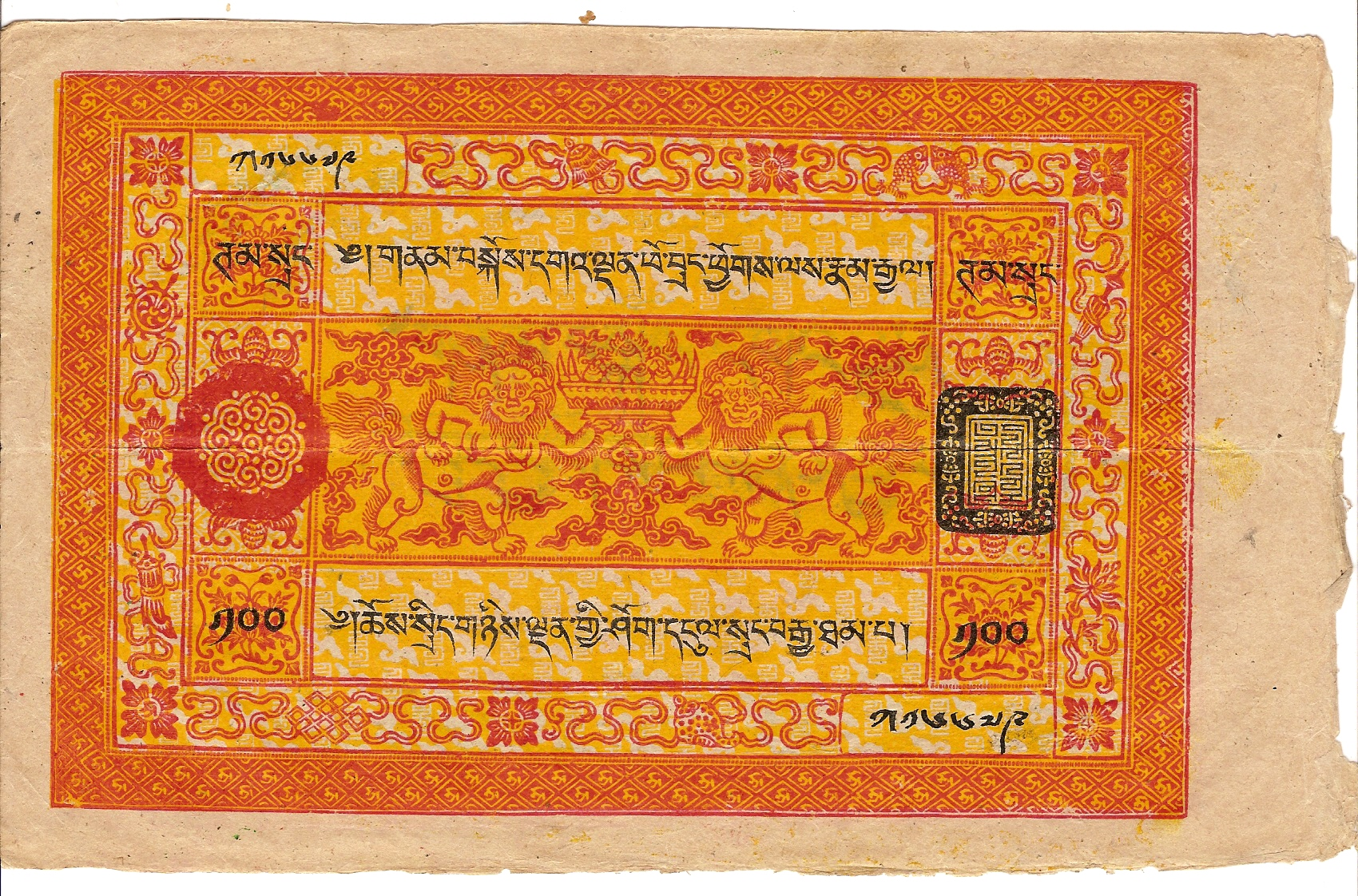
100 сранг (аверс), 1938 рік
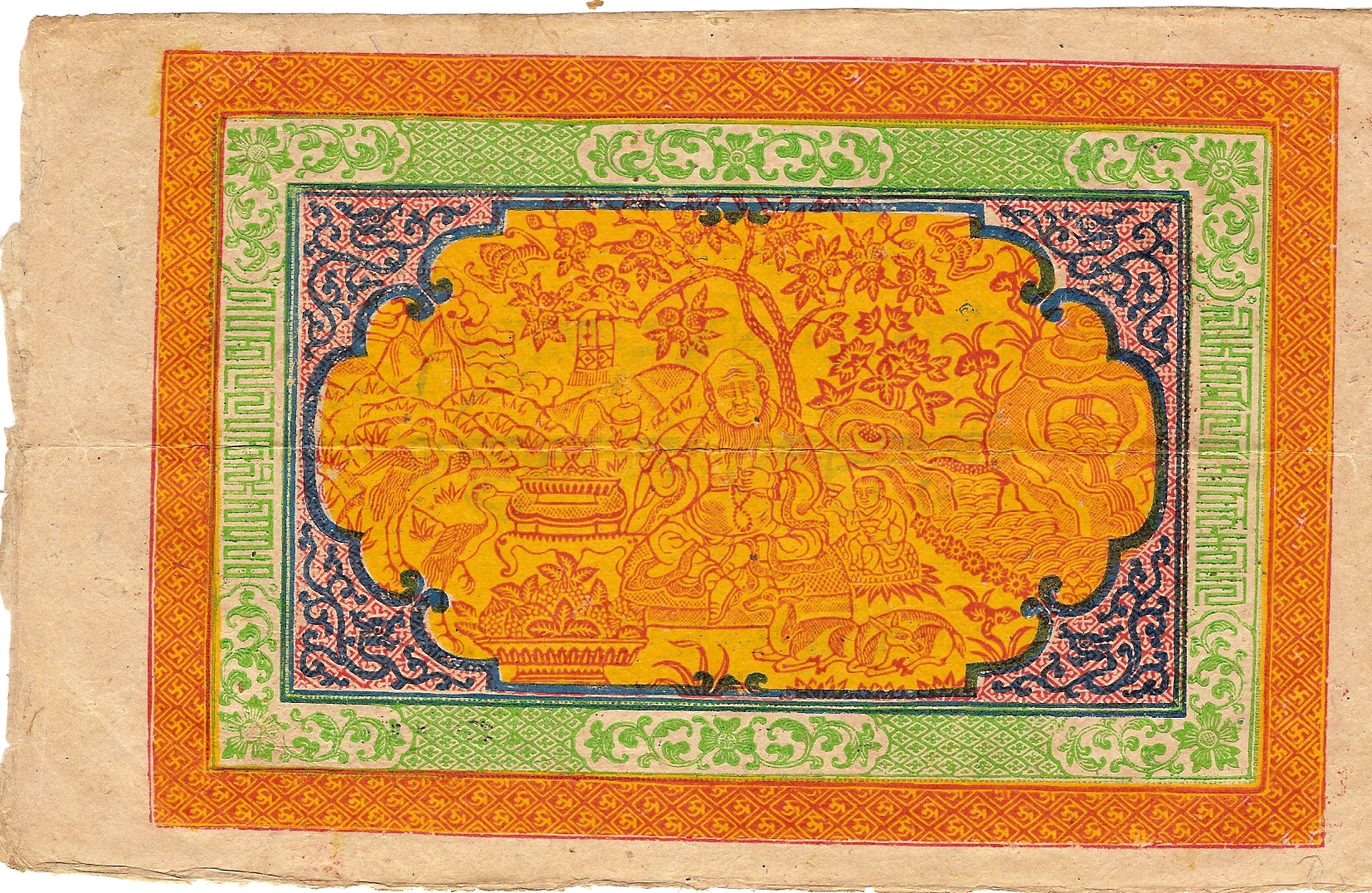
100 сранг (реверс), 1938 рік
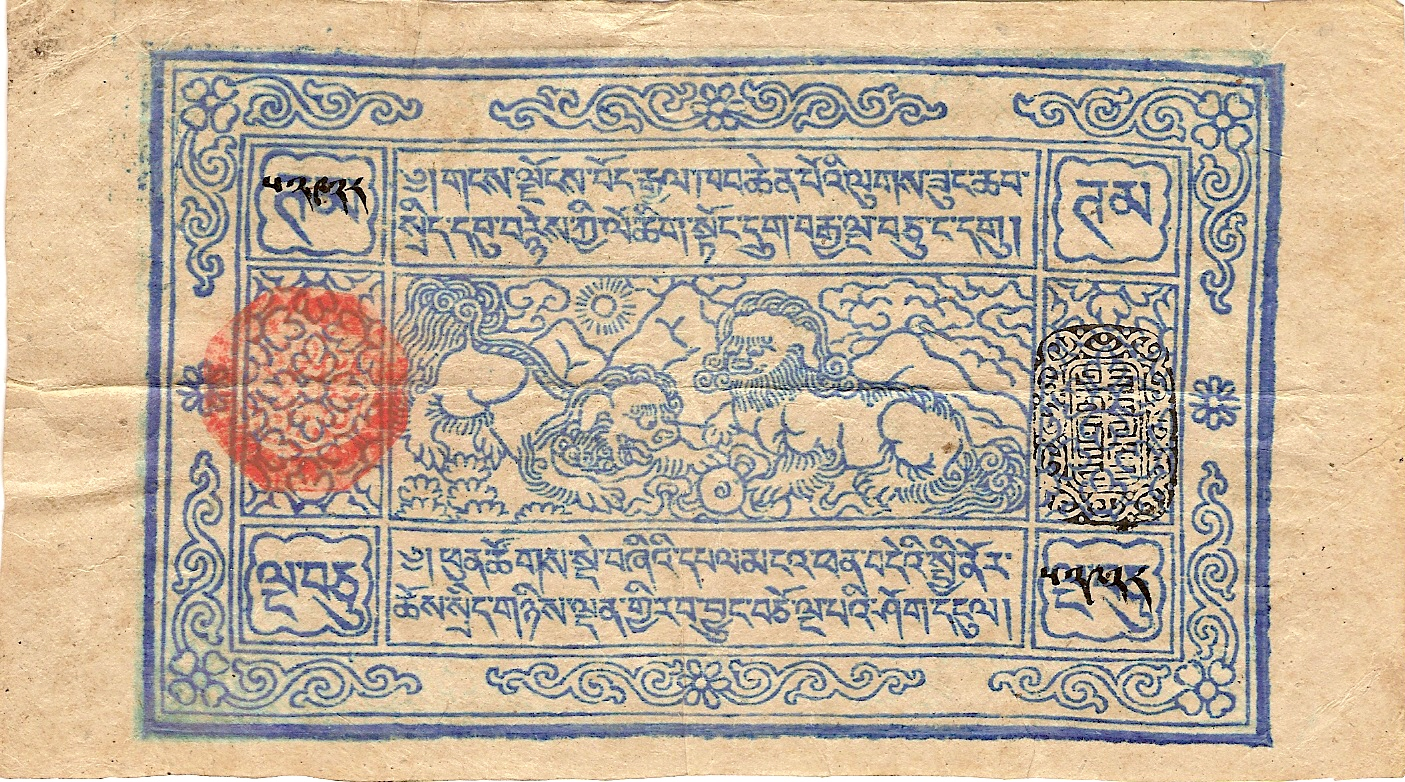
50 транка (аверс), 1913 рік
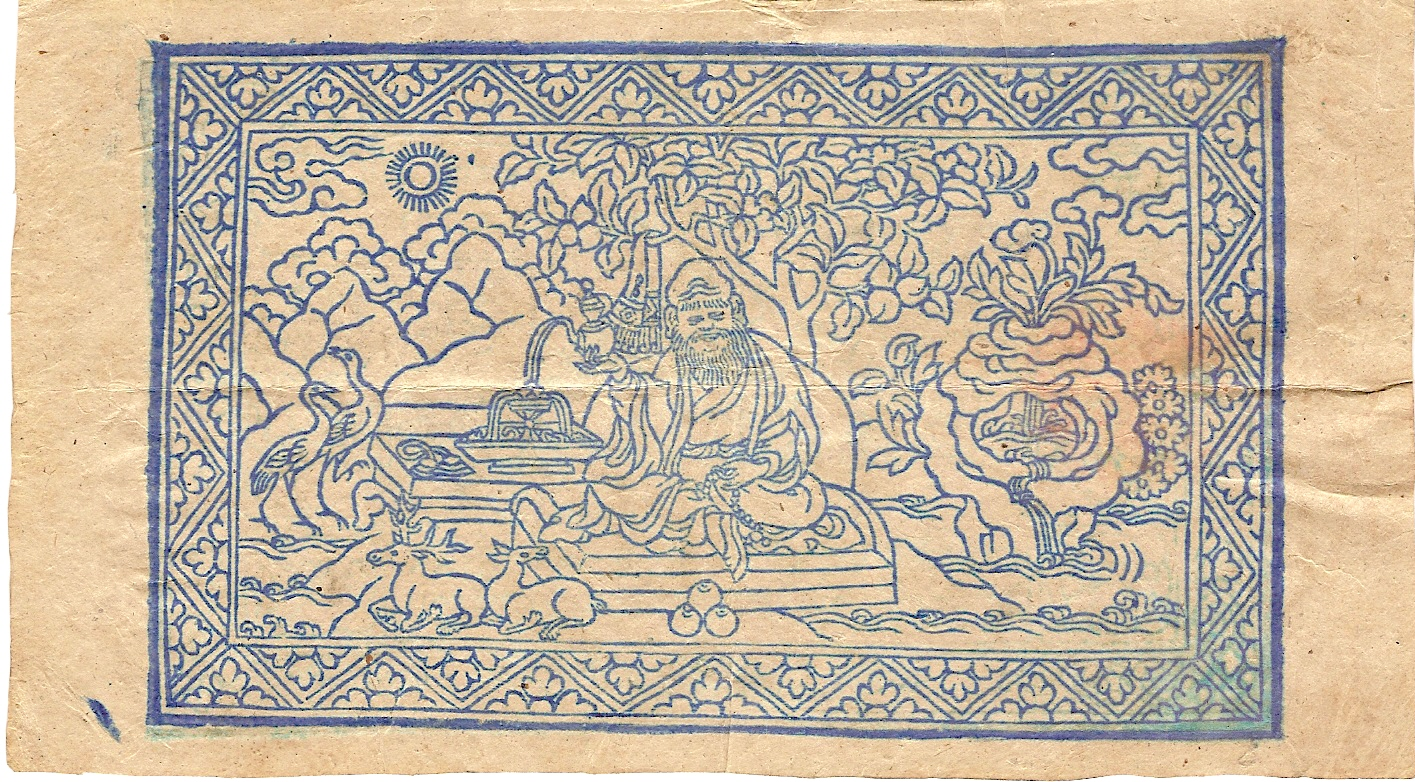
50 транка (реверс), 1913 рік

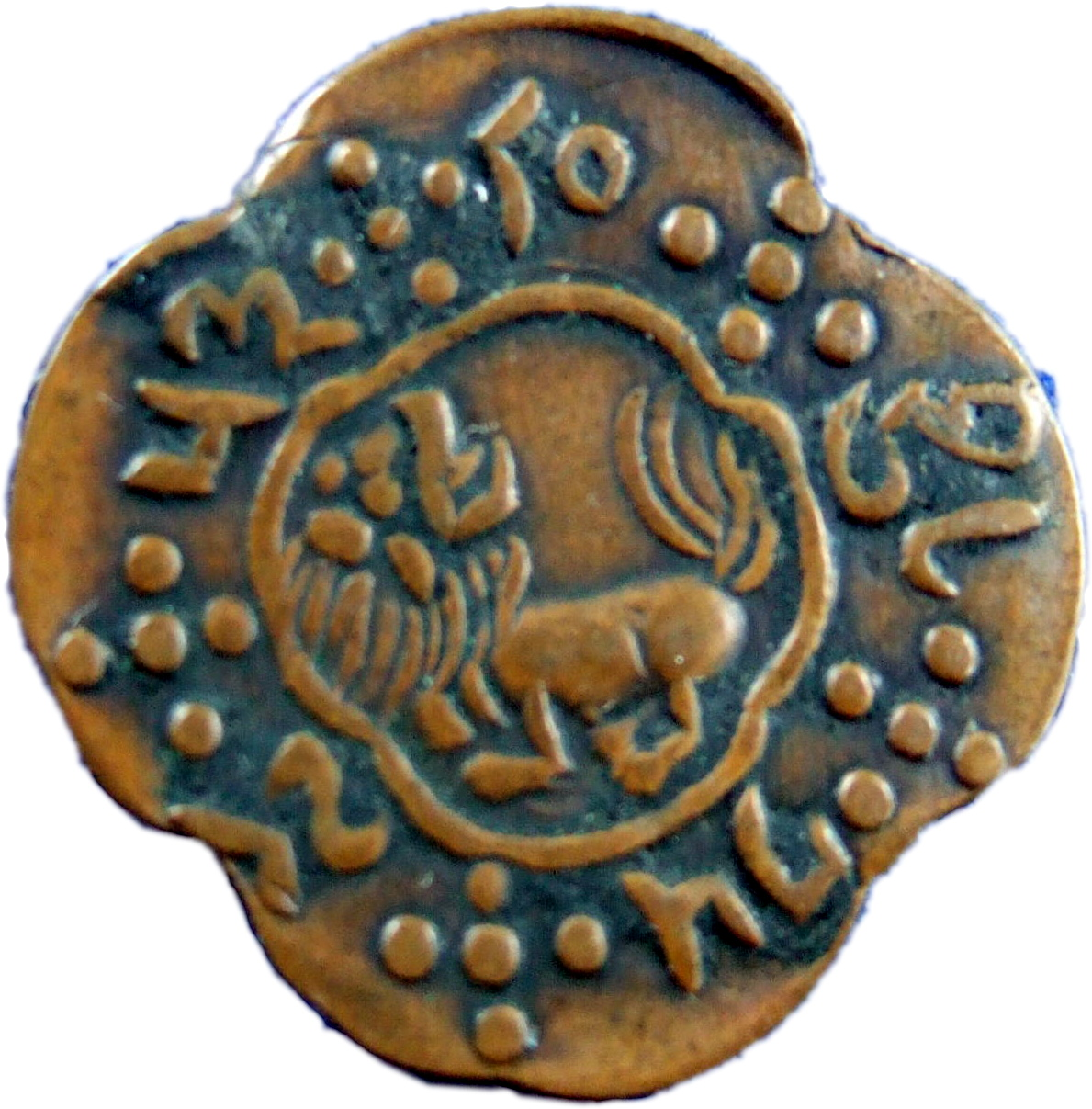
2 ½ мідний скар (аверс), 1919 рік
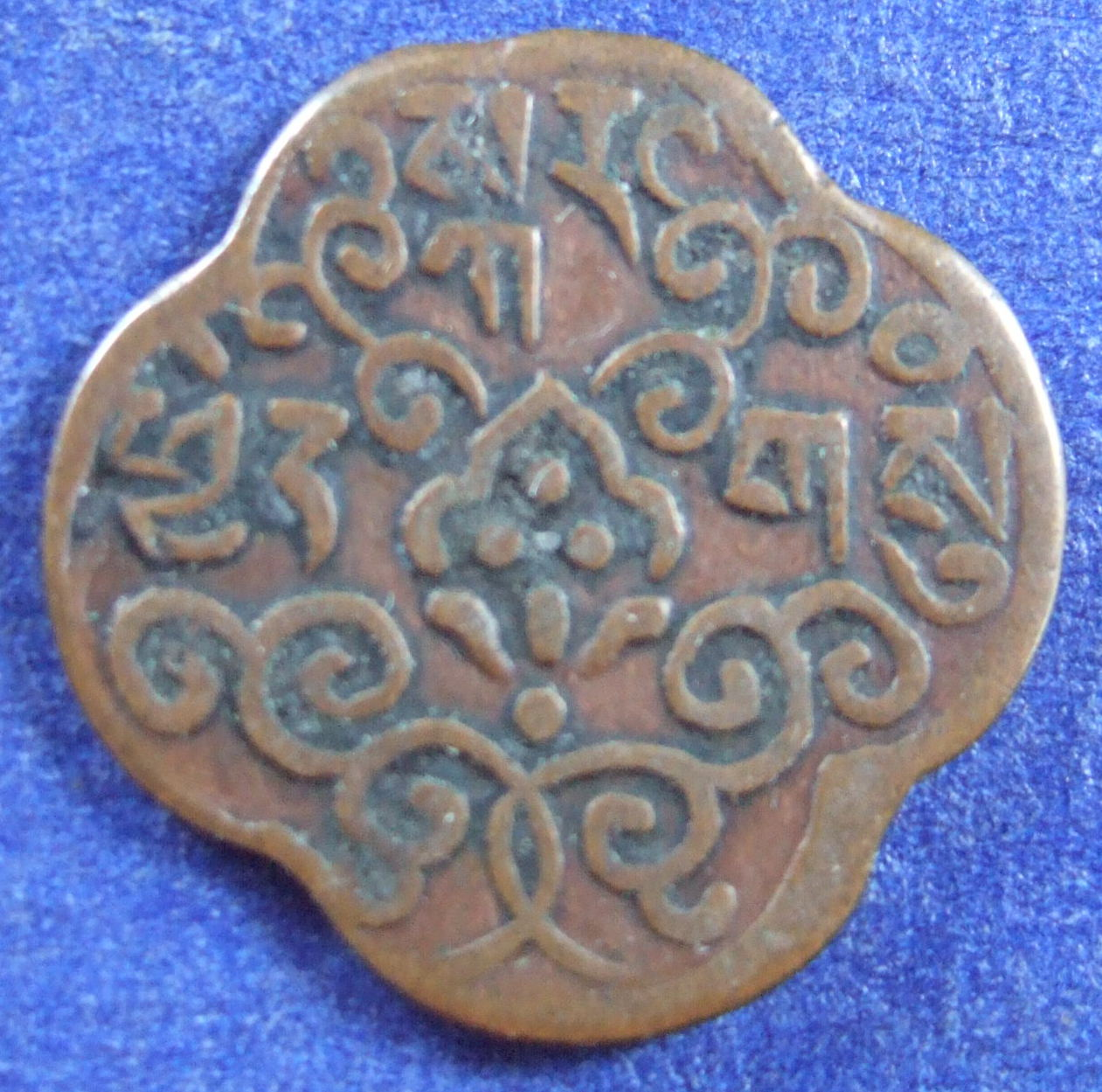
2 ½ мідний скар (реверс), рік
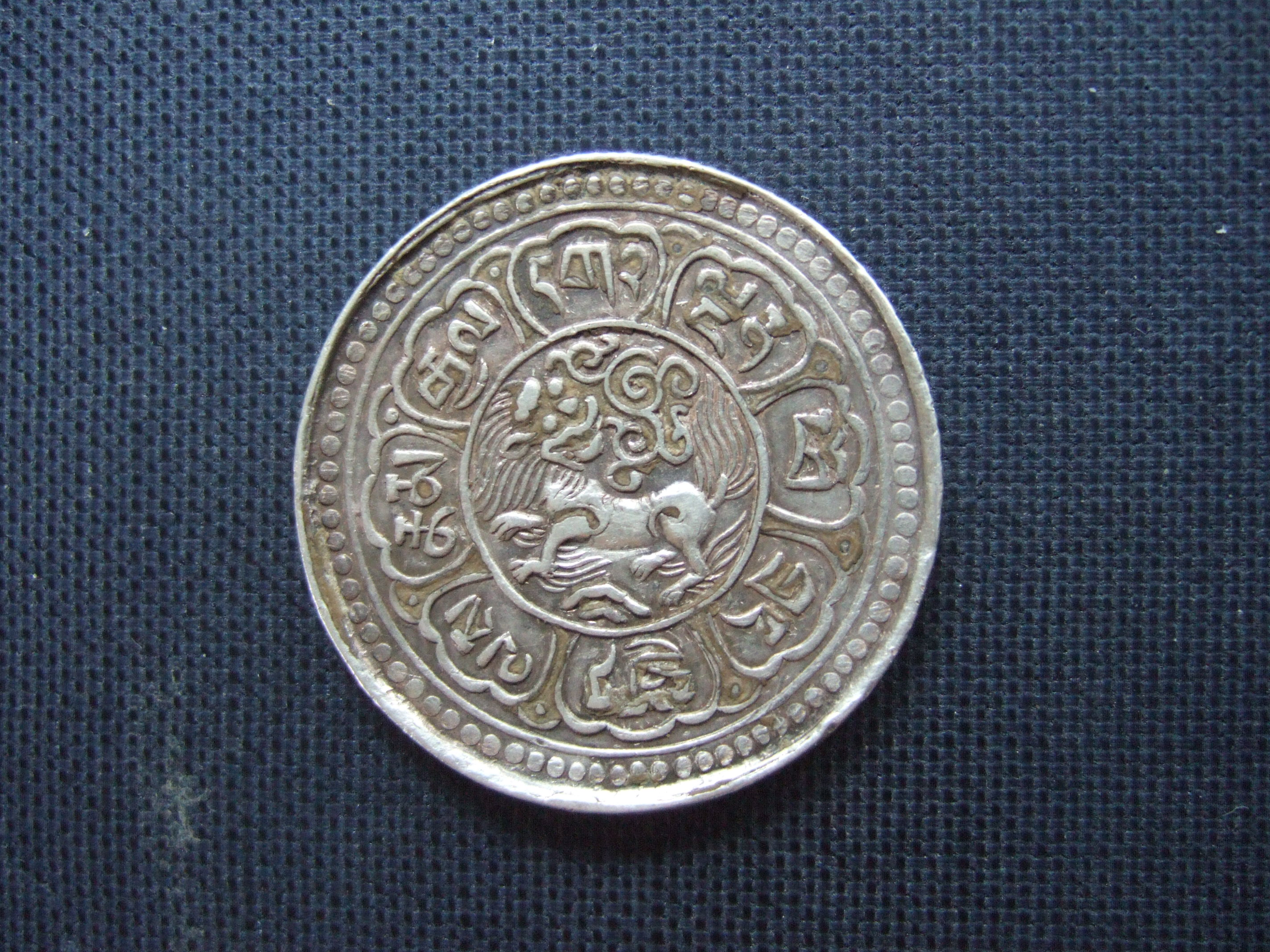
1 срібний сранг (аверс), 1919 рік
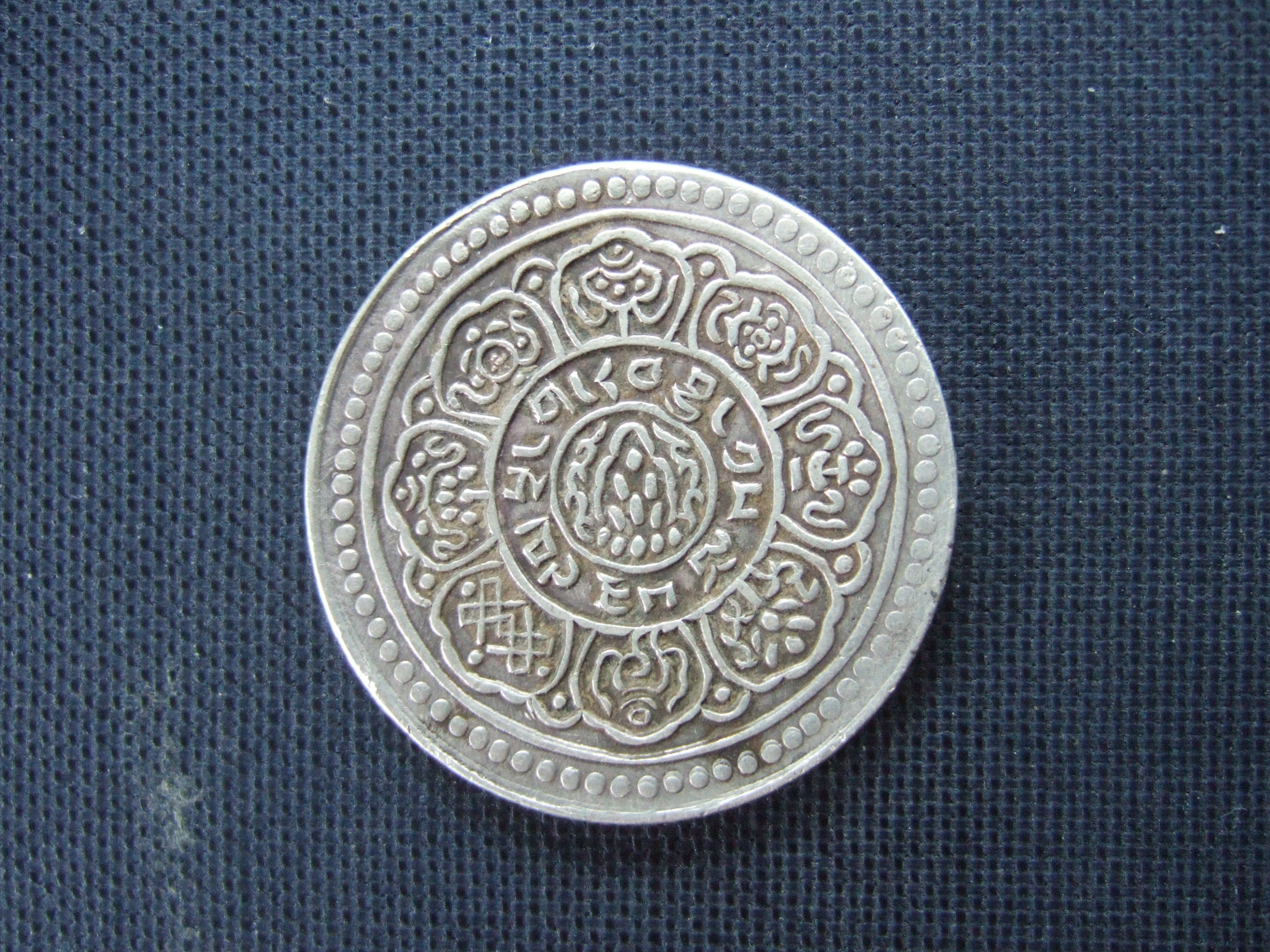
1 срібний сранг (реверс), 1919 рік
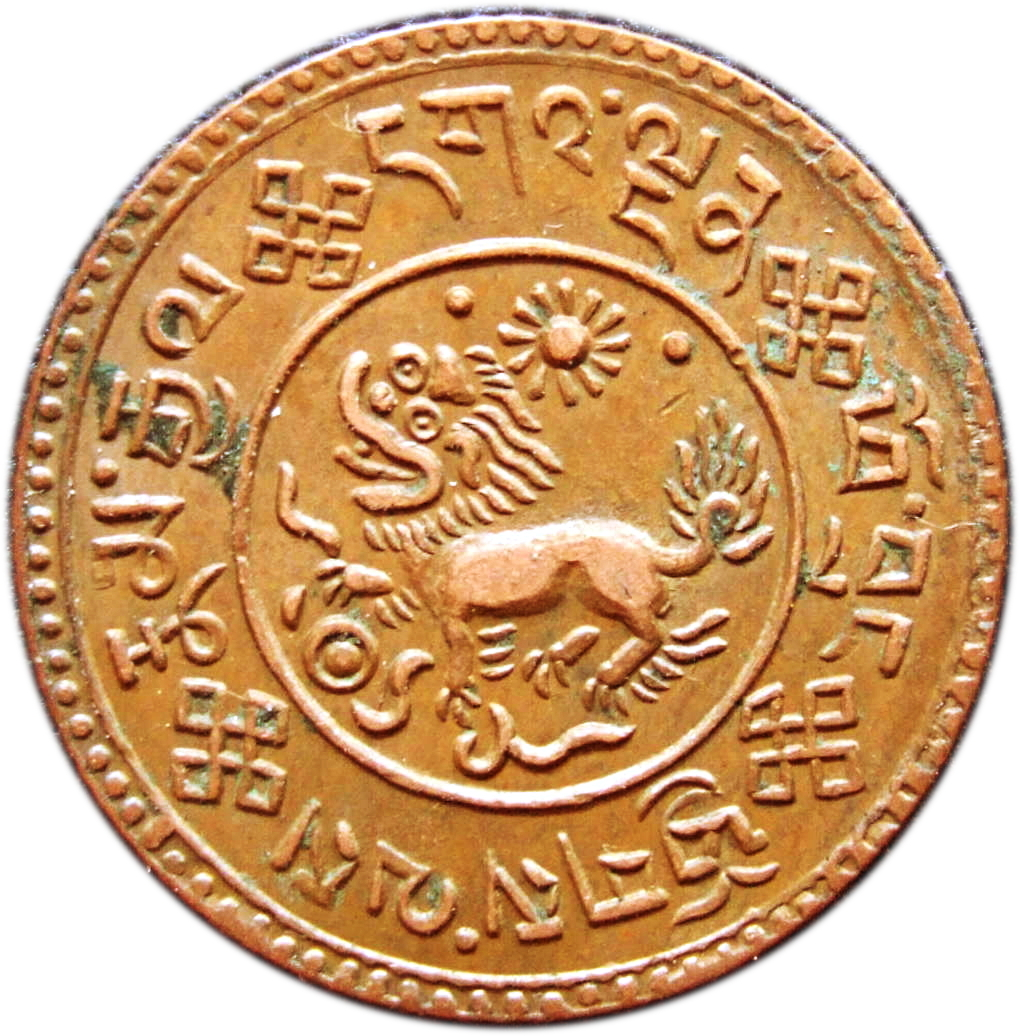
1 мідний шо (аверс), 1932 рік
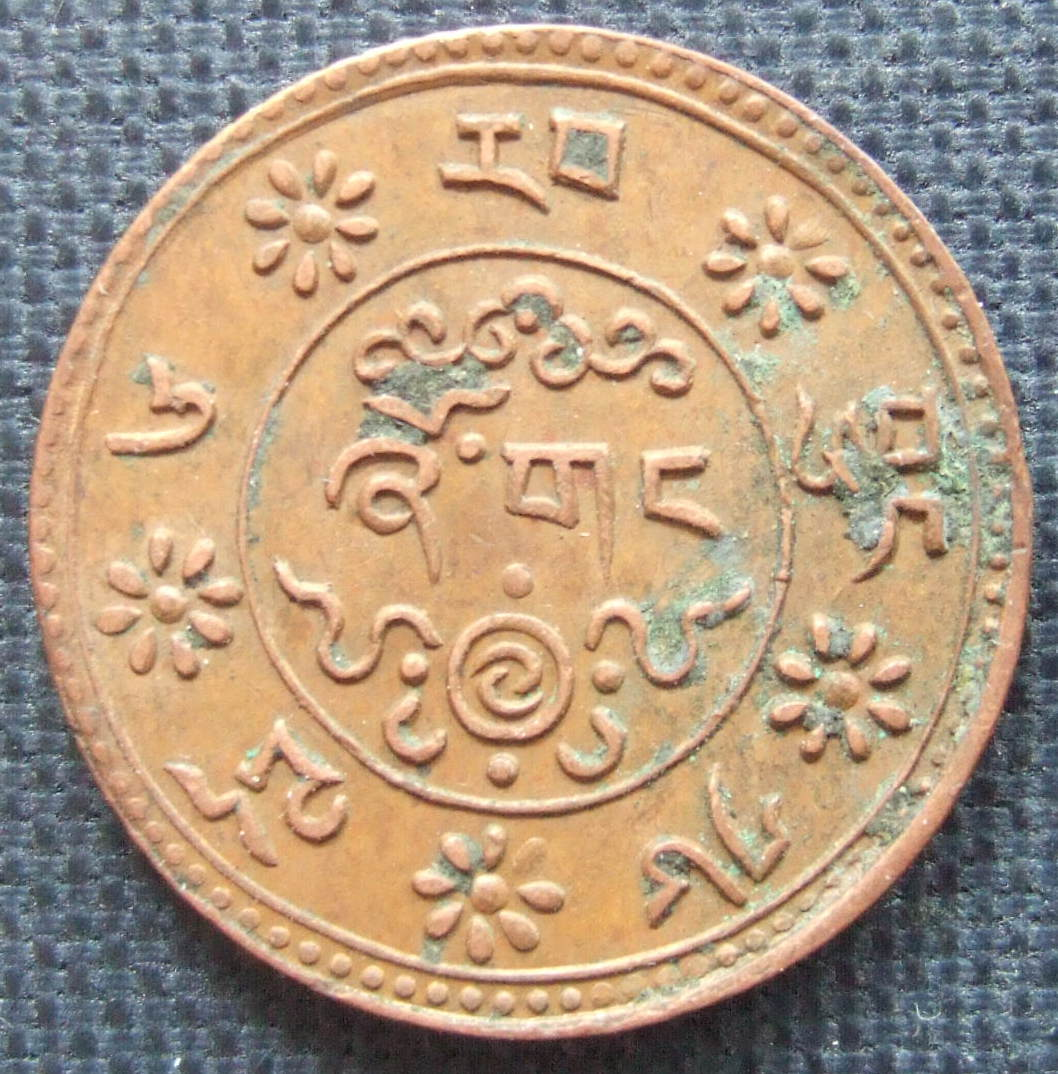
1 мідний шо (реверс), 1932 рік

### Суспільний лад і соціальні відносини

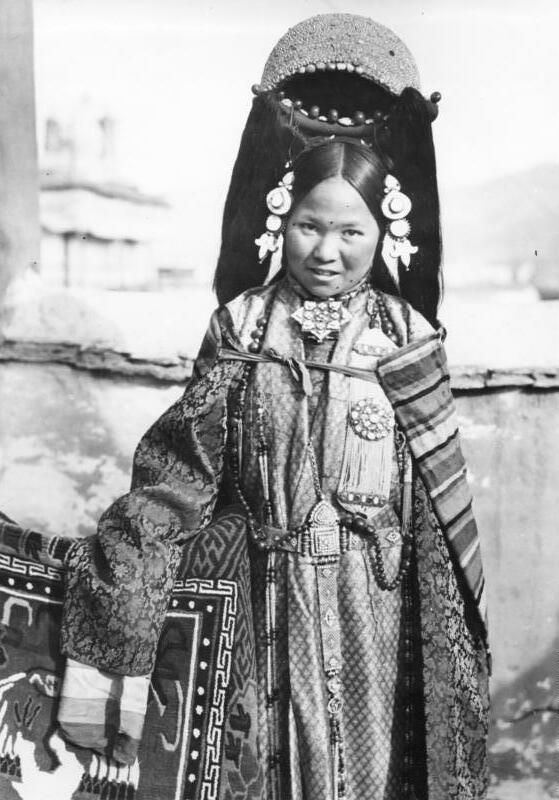
Тибетська служниця в традиційному одязі

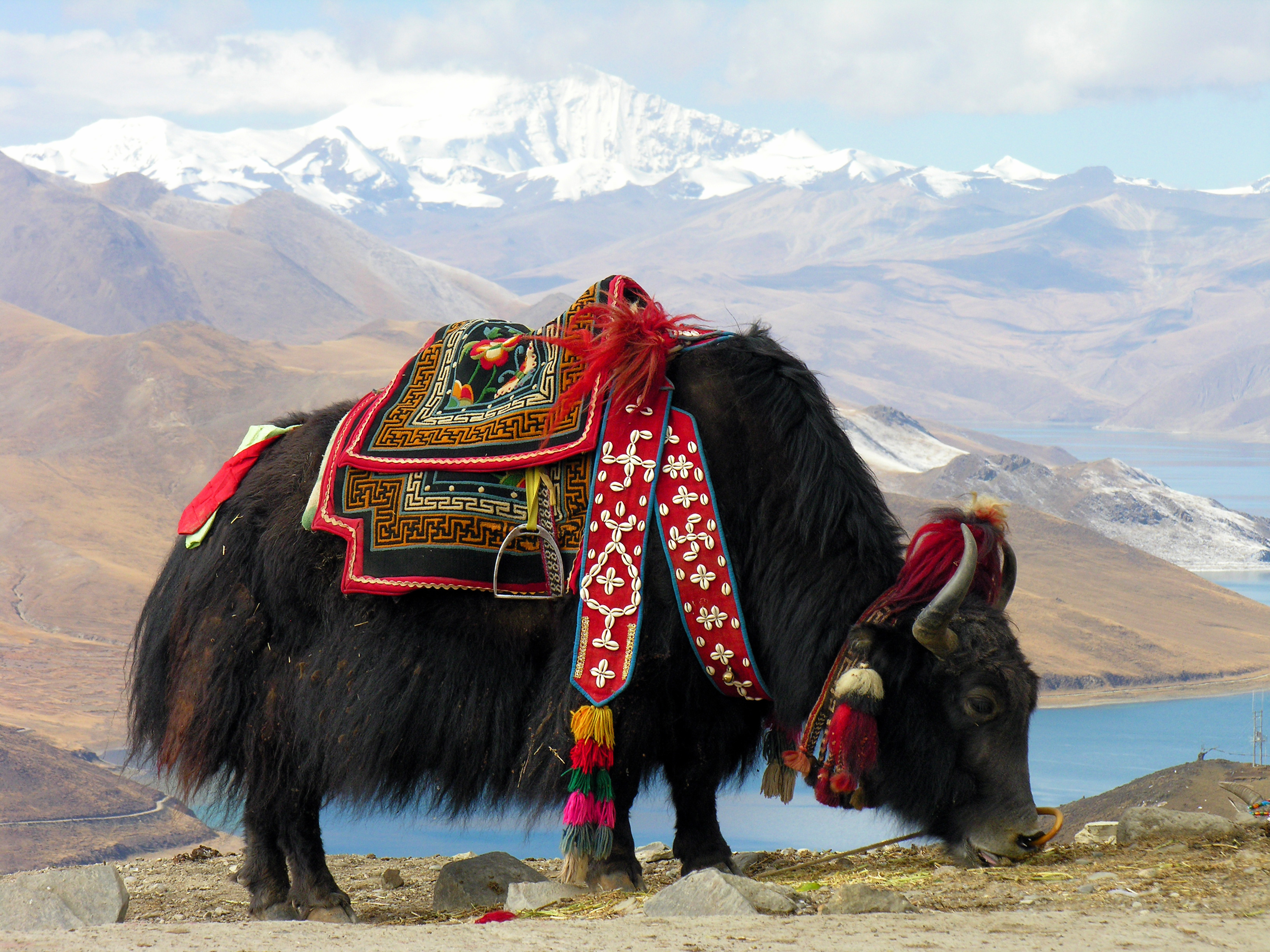
Як в Тибеті

Вся придатна для сільського господарства земля в Тибеті була поділена між аристократією (25 %), монастирями (37 %) і урядом Тибету. Маєтки аристократії були спадковими і головним джерелом багатства. На орних землях, що належать їм, були зобов'язані працювати селяни. Орні землі ділилися на дві частини: землі, з яких господар отримував весь прибуток, і землі, за рахунок яких селяни існували. Селяни не отримували ні зарплати, ні їжі від своїх господарів. Крім роботи в полях, кріпосні селяни займалися ремонтом маєтку господаря, транспортуванням врожаю і заготівлею дров. Деяких селян ще в дитинстві вибирали на все життя в солдати, ченці або прислугу.
На думку деяких дослідників, термін «кріпак» не відображає становище селян Тибету, так як юридична система Тибету була більш гнучка в порівнянні з європейською. Селяни були прив'язані до маєтків не особисто, а своїми зобов'язаннями з оренди землі.
У тибетській соціальної теорії селяни мали працювати безкоштовно, тому що їм надавалися безкоштовні ділянки землі, яким вони могли повністю розпоряджатися (крім продажу). Трудова і податкова повинності кожної родини були пропорційні розміру цієї ділянки. Серед тибетських селян були й заможні, які самі здавали свою землю іншим селянам. У Тибеті існували і безземельні селяни, які працювали далеко від свого господаря, але як і раніше щорічно платили йому.
Окрім трудової, існувала і транспортна повинність. На території Тибету розташовувалася мережа станцій, які знаходилися один від одного на відстані полудня шляху, щоб селянин міг дістатися до сусідньої станції і повернутися назад за добу. На станції подорожній, за наявності відповідного дозволу від уряду, міг отримати притулок і їжу безкоштовно або за мінімальною ціною.
У Тибеті не було поліції і судів, тому що ці повноваження були делеговані господарям земель, що було вигідно уряду, оскільки звільняло його від підтримки судової системи та поліції.
Уряд Тибету складалося з світських і релігійних чиновників. Світські чиновники зазвичай набиралися з аристократичних родин, кожна з яких повинна була надати одного чоловіка. Аристократичні родини могли бути позбавлені свого майна за нелояльність або відмову надати чоловіка для роботи чиновником. Таким чином, статус аристократії мав двоїсту природу: вони не були незалежними землевласниками, але і не були лише чиновниками уряду. Фактично, аристократії належала монополія на світські посади в уряді.
Традиція набору в чиновники ченців сягає часів Далай-лами V. В XX столітті вплив ченців на державну систему сильно розширився. Монахи-чиновники офіційно були закріплені за одним з монастирів, але фактично жили там всього кілька тижнів на рік. Кілька впливових аристократичних родин мали надавати ченців для служби в уряді. Найчастіше монахами-чиновниками ставали діти з аристократичних родин або усиновлені діти ченців-чиновників.

## Правління Далай-лами XIII

### Період реформ

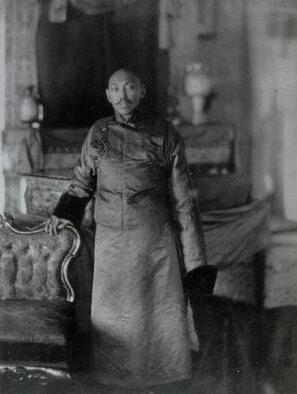
Далай-лама XIII, 1910 рік

У 1914 році в Тибеті почали карбувати, в доповнення до золотих і срібних, також мідні монети. Були надруковані перші банкноти номіналом 5, 10, 15, 25 і 50 тисяч транка. Незбалансований друк грошей незабаром призвів до інфляції, знецінилися гроші більш ніж в два рази. В Британську Індію були відправлені студенти для вивчали технології друкування грошей, гірську та військову справи, електротехніку і роботу на телеграфі.
Велику увагу в тибетському уряді приділяли створенню боєздатної армії. З 1913 року військовим радником працював японець Ясухіро Ядзіма, а головнокомандувачем тибетської армії був призначений Царон, фаворит Далай-лами. У 1916 році для навчання стрільбі з гармат і кулеметів в Індію було направлено кілька солдатів. Кінець кінцем, була створена нова тибетська армія чисельністю 5000 чоловік, що стала реальною опорою для уряду.
З 1914 року в Тибеті стали стягувати податки на сіль, шкури і шерсть, а пізніше був введений подушний податок і 10 % мито на ввезений з Китаю чай. Введені були і податки на вуха і ніс. Велика частина коштів, які отримували від нових податків і мит, йшла на утримання армії.
У першій половині 20-х років Тибет продовжував йти шляхом модернізації, що викликало невдоволення деяких представників духовенства і простих тибетців, що було пов'язано з особистими інтересами і марновірством. На хід реформ в Тибеті безпосередньо впливав британський резидент Чарльз Белл, з яким Далай-лама уклав угоду про надання допомоги Тибету в модернізації країни. 1922 року в Тибеті відкрилася перша телеграфна лінія між містами Гьянце і Лхаса. Лінія була побудована британцями і мала довжину 219 км. Через рік, в 1923 році, в Гьянці була відкрита перша світська школа, в якій стали навчатися діти тибетської аристократії. В цьому ж році в Лхасі була створена поліція, яка мала стежити за порядком і настроями громадян. Главою поліції став Сіккімець Сонам Леденла, колишній начальник поліції Дарджилінгу.
В 1924 році сильний вітер у Лхасі зламав безліч гілок старої плакучої верби, яку прозвали «волосся Владики», яка росла поруч з монастирем Джокан. Це було витлумачене жителями як дуже поганий знак. За розпорядженням влади, всі відламані гілки були прив'язані до дерева і у всіх монастирях пройшли спеціальні богослужіння. Вже в 1925 році в Лхасі трапилася епідемія віспи, яка вбила більше чверті жителів столиці. Під натиском забобонів народу і невдоволення духовенства, Далай-лама згорнув більшість реформ. Була припинена діяльність поліції, припинено збільшення армії, а в 1926 році була закрита світська школа в Гьянці.
В 1930 роках в Тибеті було завершено будівництво першої електростанції, потужність якої склала 120 кВт.
Незважаючи на згортання більшості реформ, Далай-лама продовжив зміцнення власної влади. Водночас були проведені ряд організаційних реформ, таких як упорядкування Ули (транспортної повинності) і введення обмеження на відсотки по позиках. Ламам було заборонено вживати вино і тютюн, а також грати в азартні ігри. Чиновників зобов'язали ходити в національному тибетському одязі.

### Розбіжності між Панчен-ламою і Далай-ламою
Панчен-лама є другим за значимістю ламою в тибетському буддизмі після Далай-лами. Традиційно, Панчен-лама керував частиною території Тибету з монастиря Ташилунпо в Шигацзе  .
Встановлення влади Далай-лами XIII на території всього Тибет викликало погіршення непростих відносин між Далай-ламою XIII і Панчен-ламою IX. Під час британського вторгнення в 1904 у Панчен-лама залишився в Лхасі і змушений був вести переговори з британцями. У 1910—1911 роках, під час захоплення китайськими військами Лхаси, Панчен-лама співпрацював з китайськими Амбані .
Тибетський уряд вимагав від областей, керованих Панчен-ламою, сплатити борги в казну. В 1922 у тибетський уряд висунуло вимогу до Панчен-ламі взяти на себе чверть витрат на армію. Але це не було зроблено і тибетська армія заарештувала декількох чиновників Шигацзе і, в підсумку, в 1923 році Панчен-лама був змушений переїхати в Монголію, де мав намір знайти посередника між ним і Далай-ламою XIII. А території, якими раніше управляв Панчен-лама, перейшли під владу лхаських чиновників: туди були направлені два губернатора з Лхаси.
Численні послідовники Панчен-лами вимагали його повернення і відновлення в правах.
У 1925 році Панчен-лама IX переїхав в Пекін, де встановив тісні зв'язки з урядом Республіки Китай. У 1932 році Далай-лама XIII запросив повернутися Панчен-ламу в Тибет і отримати колишні привілеї, але з умовою сплачувати спірний податок. Іншою умовою було повернення Панчен-лами в супроводі тільки тибетців. Ця пропозиція була відкинута: Панчен-лама заявив про свої претензії на цзони в районі Цанга і наполягав на супроводі з китайських військових.

### Розширення території

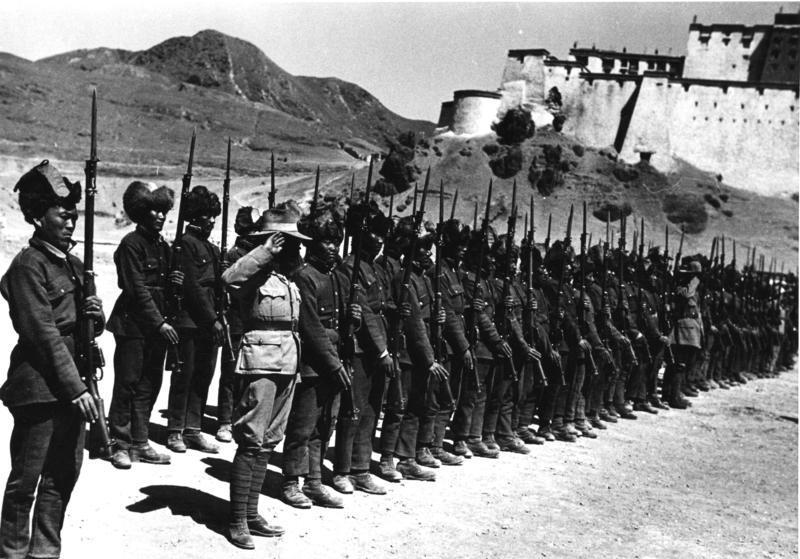
Щорічний військовий парад в Лхасі навпроти палацу Потала

В 1917 році сичуанський генерал Бен Цзо-шен спробував вигнати тибетські загони зі Східного Тибету, але вже в вересня 1917 року тибетці, під командуванням губернатора Кхаму калона Джампа Тендара, почали контр-наступ і 16 квітня 1918 року, після довгої облоги, зайняли Чамдо, а до літа цього ж року звільнили весь район Кхам до Кандіна і кордону Юньнані. За посередництва Великої Британії, 19 серпня 1918 року між тибетським губернатором Кхама і сичуаньської мілітаристом Лю Цзан-тином була підписана угода, що передбачала розмежування влади по лінії, що проходила вздовж верхів'їв Янцзи. До Тибету також переходили монастирі на сичуаньській території та області Деге і Баю. Підкреслювалося, що:
|  | Контроль над усіма монастирями в областях, що знаходяться під китайським управлінням, як і право призначати вищих лам та інших монастирських чиновників, а також контроль над всіма справами, що відносяться до буддійської релігії, повинні бути в руках Далай-лами; китайська влада не має права будь-яким чином втручатися в них, а й лами, зі свого боку, не можуть втручатися в місцеву владу китайських чиновників. |

Після військових успіхів в Кхамі в 1917—1918 роках, Цогду вирішив поступово збільшити армію з 5 до 15 тисяч осіб, незважаючи на початкове невдоволення цим керівників трьох великих монастирів.
У 1922 році помер калон Джампа Тендар і його місце зайняв калон Цімйон, який продовжив територіальну експансію на схід і північ. Китайські правителі в провінціях Сичуань, Цинхай і Ганьсу були зайняті міжусобними війнами і не могли протистояти тибетської армії.
У своїх нотатках в 1927 році Микола Реріх відзначав:
|  | Три роки тому, побоюючись вторгнення китайців з провінції Ганьсу, уряд Тибету виставило декілька військових постів на північному шляху, і нині мандрівники проходять огляд в Шенд, на південь від Тангла. Порівняно недавно аванпости Лхаси просунулися ще далі на північ, аж до південного берега річки Чумар, а в 1926 році вони стояли навіть в Нейжі на півдні Цайдама, але незабаром були зняті. |

До 1932 року Тибет контролював територію до річки Ялунцзян. Кордон сфери впливу Тибету проходив по лінії Баані-Ліхуа-Даофу-Лухо.

### Дипломатичні відносини
В основному дипломатичними відносини Тибет підтримував зі своїми сусідами: Монголією, Республікою Китай, Непалом, Сіккімом, Бутаном і Британською Індією. Обмежені відносини були з СРСР, Японською імперією і США. Метою Великої Британії було існування Тибету у вигляді буферної держави між Британською Індією і імперією Цін, а потім Китаєм (подібного тому, як тоді уряд Росії представляв Монголію):
|               | Що ми хотіли від Тибету? Коротенько, наша основне вимога була, щоб Тибет був сильним і вільним... Якщо Китай знову окупує Тибет, їх солдати, розміщені в Лхасі і навіть південніше, зможуть створити більшовицьку інтригу проти Індії. |
| — Чарльз Белл | |

Дипломатичні місії в Лхасі мали Непал (в ранзі посольства), Бутан, Британія і Китай.
З 1911 а по 1946 рік китайські президенти неодноразово посилали в Тибет і Непал листи з пропозицією «об'єднатися з Китайською Республікою». Всі пропозиції були відкинуті владою як Тибету, так і Непалу. У 1928 році, на базі створеної в 1914 році Палати у справах Монголії і Тибету, був створений Комітет у справах Монголії і Тибету. Главою утвореного Комітету став генерал Янь Сишань. До складу Комітету також увійшов тибетець Чіла Цзянцо, що був «живим буддою» школи Каг'ю і збіглим тибетським ув'язненим, який відбував покарання за виступи проти Далай-лами. Китайський уряд припускав через Комітет вести переговори з Далай-ламою і передавати розпорядження. У 1930 році настоятель пекінського монастиря Юнхегун Кончхок Джунне прибув до Лхаси для переговорів з Далай-ламою. Однак переговори не мали жодних результатів і Кончхок Джунне повернувся в Пекін. Згодом, саме через нього китайський уряд і Далай-лама підтримували контакт.

## Боротьба за владу

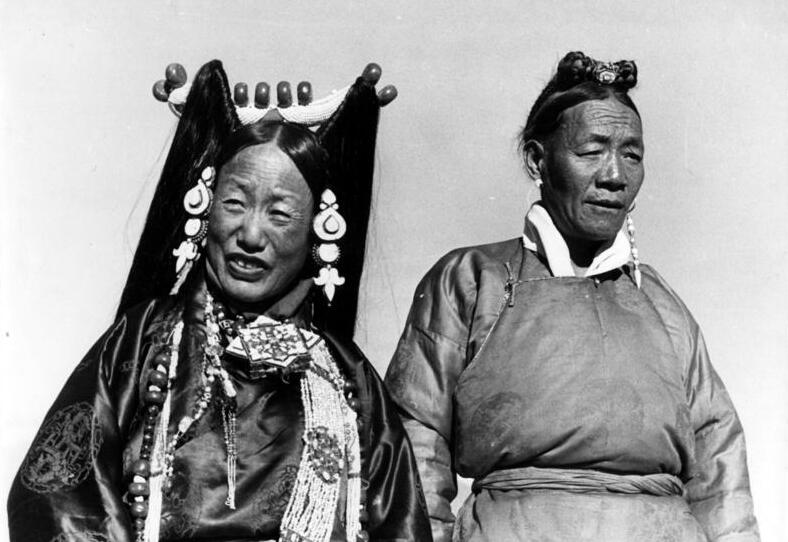
Лончен (перший міністр) з дружиною, 1938 рік

Далай-лама XIII помер 17 грудня 1933 року. Його смерть запустила хвилю інтриг серед лхаської еліти, в якій почалася війна за вибір подальшого політичного курсу.
У результаті інтриг, був розформований полк Тонтра, який був найбоєздатнішою частиною армії Тибету, мав найкраще обмундирування і практично контролював Лхасу. А творець полку Кулпі Ла і оракул Нечун були звинувачені в неправильному лікуванні Далай-лами. В результаті, Кулпі Ла був засланий до монастиря Чамнак, а його майно було конфісковано. Нечун був посаджений під домашній арешт.
Для визначення регента був скликаний Цогду, який, однак не зміг прийти до єдиної думки і майбутній регент був визначений за допомогою жереба. У підсумку, переможцем став 24-річний лама Джампел Еше, настоятель монастиря Раден.
Після обрання молодого регента, цзіпйон Луншар Дорже Цегьял вирішив взяти владу в свої руки. Луншар 2 роки провів в Західній Європі, де прийшов до думки про необхідність політичних реформ в Тибеті. З 1925 року він був особливо довіреною особою Далай-лами, з яким той обговорював питання, пов'язані з управлінням країною. Луншар мав великий вплив в Цогду. Луншаром був розроблений план поліпшення центрального управління Тибетом. У ньому було запропоновано обирати калона на 4 роки і зробити їх відповідальними перед Цогду. Петицію в Кашаг планувалося подати 10 травня, але про ці плани стало відомо канону Цімйону. 10 травня Луншар був заарештований і звинувачений у спробі вбити Цімйона і ввести «більшовицьку систему влади». Побоюючись, що дух Луншара може перешкодити в пошуках Далай-лами, замість кари було вирішено засліпити Луншара. 20 травня 1934 року вирок привели у виконання. Всіх соратників Луншара позбавили посад і майна, і заслали у віддалені райони Тибету.
Підсумком боротьби за владу стала повна перемога консервативної більшості еліти Лхаси в особі вищого духовенства і збереження традиційних порядків.

### Внутрішня політика

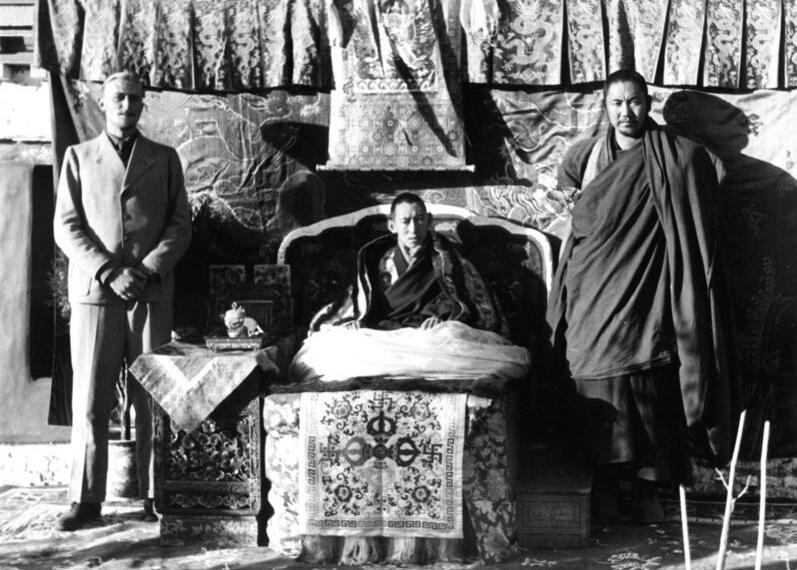
Регент Тибету, його охоронець і Бруно Бегер, 1938 рік

У цілому продовжуючи політику Далай-лами XIII, регент поступово зосередив владу в своїх руках. Але зі смертю Далай-лами, що володів релігійним авторитетом, центральна влада в Тибеті почала різко слабшати, втрачаючи свою колишню роль і значення, що спричинило за собою регрес як в системі управління і торгівлі, так і в обороноздатності.
З серпня 1936 року по лютий 1937 року в Лхасі перебувала британська місія, одним із членів якої був бригадир Ним. Їм було висловлено вельми негативну думку про боєздатність тибетських загонів, які були ним проінспектовані.

### Пошуки нового Далай-лами

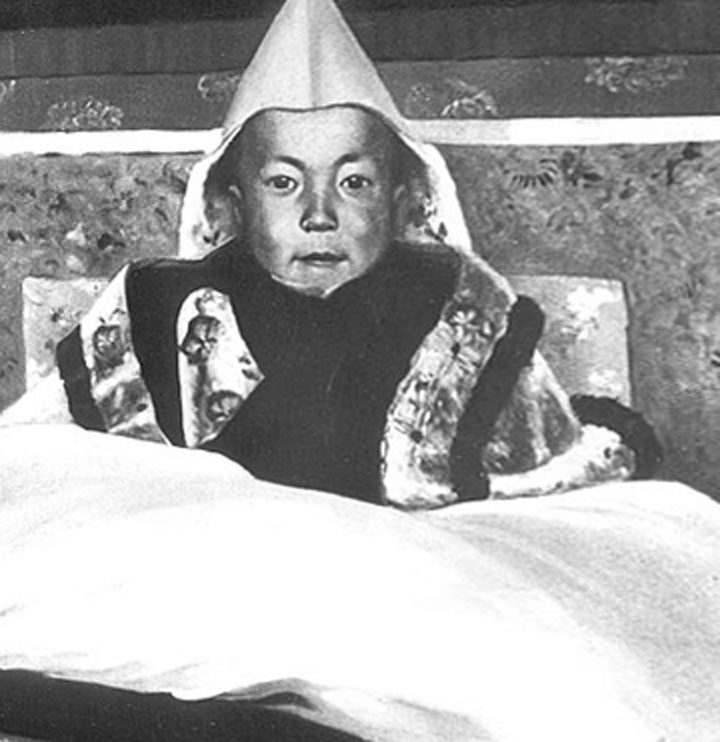
Юний Далай-лама XIV

| Після своєї смерті Далай-лама переселяється в тіло новонародженого. Тому лами організують пошук, який зазвичай триває декілька років, нової інкарнації Далай-лами. Напрям пошуку визначається за положенням тіла покійного і забальзамованого Далай-лами на троні і за допомогою гадання на водах священних озер. Переродженець повинен володіти рядом ознак, у тому числі пам'ятати свої речі з минулого життя. Після того як переродженець знайдений він відправляється в Лхасу, де його навчають досвідчені лами. |

З часом, влада регента зміцнювалася і він не бажав щоб переродженець був пов'язаний з лхаською аристократією.
У 1937 році в район Амдо, в якому знаходився монастир Раден, настоятелем якого був регент, була відправлена делегація лам для пошуку нового Далай-лами. Делегація виявила хлопчика з селянської родини Лхамо Дондуба, який за всіма ознаками є переродженням Далай-лами XIII. Лхамо Дондуб народився 6 липня 1935 року в селі Такцер і жив в районі монастиря Кумбум.
Далай-лама XIV так пише про процедуру пошуку:
| <..> як перший крок до знаходження місця, де мало з'явитися нове втілення, на консультації були покликані державні оракули і вчені лами. На північний схід від Лхаси були помічені цікаві форми хмар. І люди згадали, що після смерті Далай-лами його тіло, поміщене на троні в Норбулінці, літньому палаці Далай-лам в Лхасі, було повернене на південь, але через кілька днів помітили, що обличчя його повернулося на схід. Крім того, на дерев'яному стовпі з північно-східної сторони храму, де знаходилося тіло, раптом з'явився величезний гриб у формі зірки. Всі ці та інші знаки вказували напрямок, в якому слід було шукати нового Далай-ламу. Потім в 1935 році, в рік води-свині, регент відправився на священне озеро Лхамо Лхацо, в Чойкхоргьялі, близько 90 миль на південний схід від Лхаси. Тибетці вірять, що в водах цього озера можуть з'явитися видіння про майбутнє. <..> Кілька днів було проведено в молитвах і медитації, потім регент узрів баченні трьох тибетських букв: А, Ка і Ма. І ще — бачення монастиря з нефритово-зеленими і золотими дахами, а також будинки із блакитною плиткою. Наступного року вищі лами і високопоставлені особи <..> були послані в усі частини Тибету, щоб знайти місце, яке регент побачив у водах озера. Ті мудреці, які були відправлені на схід, прибутку в наш Докхам взимку і побачили зелені та золоті дахи монастиря Кумбум. А в селі Такцер вони помітили і будинок з блакитними плитками на даху. Начальник групи запитав, чи є діти в родині, яка живе в цьому будинку. І йому відповіли, що там є хлопчик, якому майже два роки. <..> Цим хлопчиком був я. |

Лхамо Дондуб назвав імена прибулих до нього лам, вибрав чорні чотки Далай-лами XIII із запропонованих дуже схожих чоток. У підсумку, хлопчик правильно вибрав й інші речі Далай-лами XIII: жовті чотки, маленький барабанчик для призову слуг і посох. Делегація прийняла остаточне рішення, що Лхамо Дондуб є реінкарнацією Далай-лами XIII і повідомила про це в Лхасу. Був отриманий наказ негайно доставити хлопчика в священне місто.
У той час територія Тибету, на якій знайшли хлопчика, була під владою Китаю і для вивозу хлопчика був потрібний дозвіл китайського губернатора, який зажадав викуп в розмірі 100 тисяч китайських доларів. Гроші були сплачені, але губернатор все одно не бажав давати дозвіл і тибетська делегація відчувала небезпеку, що хлопчик потрапить в руки китайців і це посилить вплив Китаю на Тибет. Поки йшли переговори, хлопчик жив у монастирі Кумбум. Дозвіл вдалося отримати тільки в 1939 році, заплативши за нього в цілому 300 тисяч китайських доларів.
Поки караван з новим Далай-ламою йшов в Лхасу, в Цогду була відправлена доповідь пошукової делегації, яка була розглянута і хлопчик був офіційно затверджений новим переродженцем. Караван був зустрінутий на підходах до Лхасі делегаціями Великої Британії, Непала, Бутана, Республіки Китай, численними високопоставленими чиновниками і ламами, а також тисячами монахів, які несли різнокольорові прапори і співали привітальні пісні, і солдатами.
22 лютого 1940 року в залі Всіх Чеснот Сансари і Нірвани в палаці Потала пройшла церемонія інтронізації нового Далай лами. На церемонії були присутні дипломатичні представники сусідніх країн, члени уряду Тибету, лами-переродженці, настоятелі трьох великих монастирів і члени родини Далай-лами. На прохання регента Джампел Еше, китайський уряд видав декрет про «затвердження» Далай-лами, скасував вибори Далай-лами за допомогою золотої урни і виділенні 400 тисяч китайських доларів. По тибетських джерелам, виявлення та інтронізація були проведені незалежно від китайського уряду і присутність китайського представника не була ознакою нічого більшого, ніж присутність представників інших країн. Китайські ж джерела стверджують зворотне.

### Відносини з Китаєм

#### Військові зіткнення
Після вдалого наступу буддистських ченців і тибетських військ на схід наприкінці 1930 року, підсумком якого стало захоплення областей Бері, Канцзе, Ньярон і просування на кордоні з Цинхаю до Джекундо, китайський мілітарист Лю Веньхуей в 1932 році почав контрнаступ, повернувши Канцзе і Ньярон, а також захопивши Дачже і Дерге. На півночі армія Тибету зазнала поразки від китайського мілітариста Ма Буфана, чия армія стала загрожувати Чамдо. 10 жовтня між Тибетом і китайцями було укладено перемир'я. Розмежувальної лінією знову стала річка Янцзи.
15 червня 1933 між Ма Буфаном і Тибетом було підписано угоду про мир, і вже влітку тибетські війська зайняли місто Чжундянь в провінції Юньнань. В листопаді 1933 року тибетська 10-тисячний армія перетнула річку Янзци і зайняла Батан. У лютому 1934 року, незважаючи на протести китайського уряду, було розпочато наступ і взятий Дерге, і 17 травня китайський мілітарист Лю Веньхуей підписав угоду про перемир'я з Тибетом.

#### Переговори 1934
Прихильники регента виступали за нормалізацію відносин з Республікою Китай за умови невтручання останньої у внутрішні справи Тибету.
25 серпня 1934 в Лхасу прибув спеціальний посол китайського уряду в Нанкіні Хуан Мусун. Він був зустрінутий доброзичливо, віддав почесті померлому Далай-ламі і домовився про перебування в Лхасі двох китайських офіцерів з радіопередавачем, які повинні були підтримувати зв'язок з Нанкіном.
На переговорах Хуан Мусун вимагав від уряду Тибету визнати Тибет частиною Республіки Китай на правах автономії, а також передати в введення Китаю зовнішню політику, оборону і комунікації, а також право затверджувати вищих посадових осіб. Влада Тибету висунули наступні умови: важливі договору між Тибетом і іншою державою повинні були полягати за згодою Республіки Китай; Лхаса погоджувалася повідомляти Нанкін про призначення вищих посадових осіб або обрання регента; влада Тибету вимагали повернути під їх юрисдикцію деякі області в Камі і Амдо. Одним з головних вимог уряду Тибету були гарантії з боку Республіки Китай, що Тибет не буде перетворений на звичайну провінцію. Таким чином, Тибет погоджувався бути залежним від Республіки Китай країною. На думку Василя Богословського, це було пов'язано з бажанням Лхаси врегулювати прикордонні питання.
В ході переговорів не було укладено жодних офіційних угод.

#### Створення провінції Сікан
Ще 1910 року було прийнято рішення про створення на території Кама провінції Сікан, проте Синьхайська революція завадила цим планам. Створена після неї Республіка Китай проводила політику як по освоєнню тибетських районів на підконтрольних їй територіях регіонів Кам і Амдо, так і по пониженню цих регіонів до провінцій. Така політика вела до послаблення впливу Далай-лами в цих регіонах.
У 1936 році, створений в Яані роком раніше, Комітет з організації провінції Сікан був переведений в Кандін, що став адміністративним центром майбутньої провінції. На підконтрольній Комітетові території вперше за історію району Кам були відкриті світські школи, в яких навчалося близько 1000 учнів, а також аеропорт, що зв'язав майбутню провінцію і Нанкін постійним авіасполученням.
1 січня 1939 було офіційно проголошено створення провінції Сікан. Але в 1955 році, з приходом до влади Комуністичної партії Китаю, провінція була розформована, а її територія була віддана утвореному Ганьцзи-тибетському автономному округу в складі провінції Сичуань}.

### Партія реформ Західного Тибету
У 1939 році в індійському місті Калімпонг, який був одним з головних транзитних пунктів між Тибетом і Британською Індією, була заснована Партія реформ Західного Тибету. Її створили тибетські емігранти, більшість з яких після смерті Далай-лами XIII були відправлені на заслання в Канпо. Наприкінці 1937 року вони втекли до Британської Індії.
Після втечі до Британської Індії, Пандацан Рагпа, один із засновників партії, працював в Комітеті у справах Монголії і Тибету, створеному при уряді Республіки Китай. Там він став прихильником ідеї створення в складі Республіки Китай автономної Тибетській республіки.
У 1945 році на прохання Тибету, колоніальна поліція в Британський Індії провела обшук у будинках Рагпа та інших активістів партії. В ході обшуків були вилучені документи партії, що свідчили про наміри повалити чинний уряд Тибету і проголосити Тибет республікою в складі Республіки Китай.

## Правління Далай-лами XIV

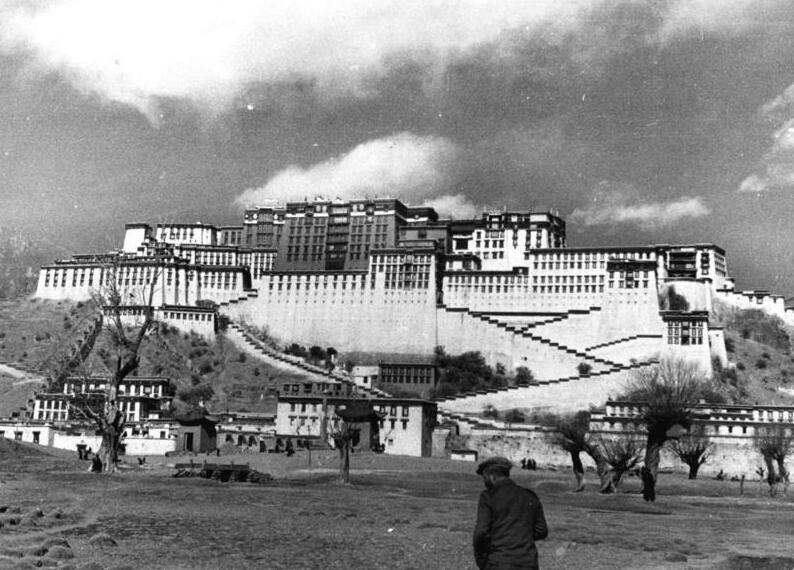
Палац Потала, 1938 рік

22 лютого 1940 року в залі Всіх Чеснот Сансари і Нірвани в палаці Потала пройшла церемонія інтронізації малолітнього Далай лами XIV.

### Тибет під час Другої світової війни

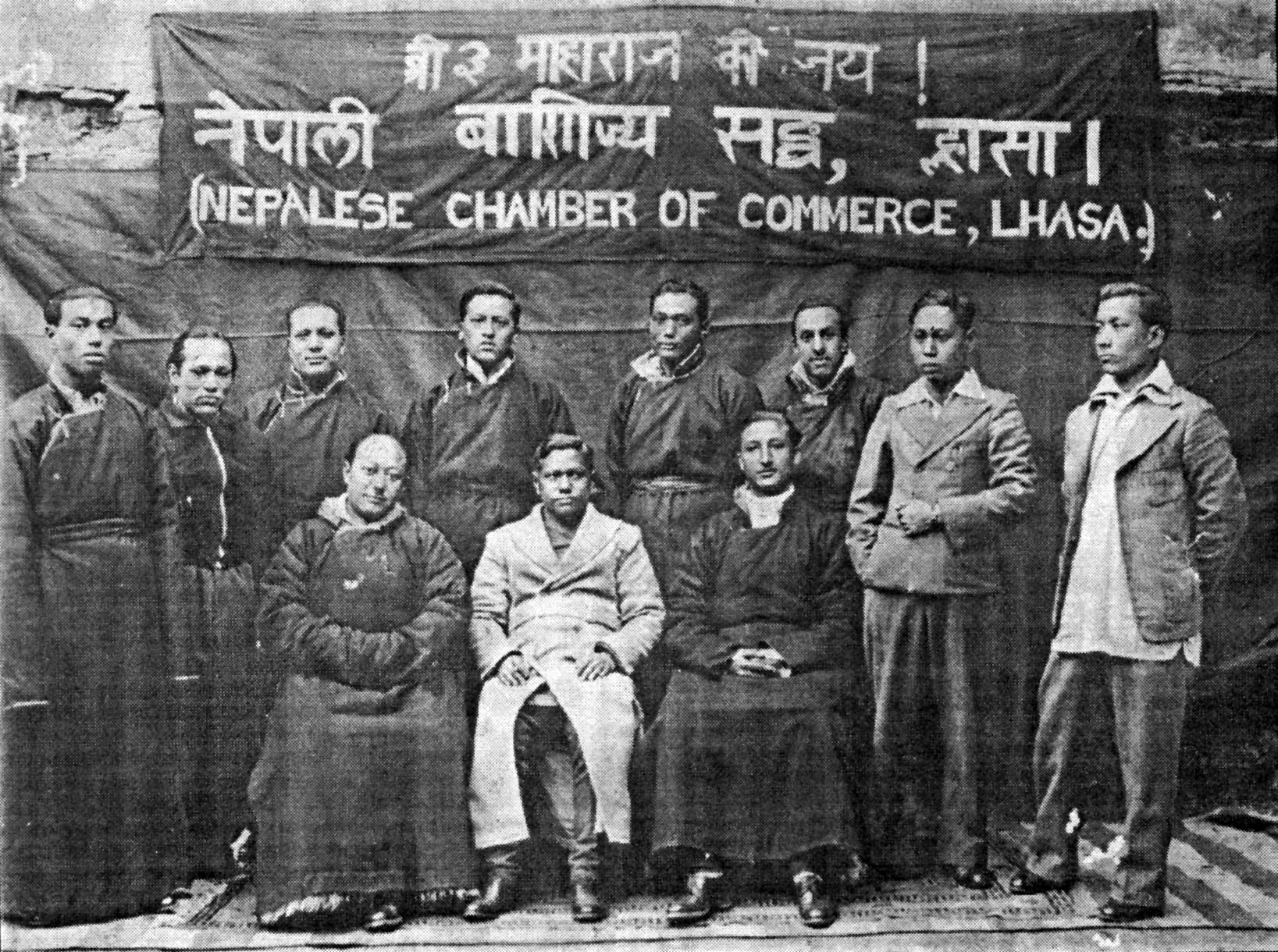
Члени непальської торгової палати в Лхасі, 1943 рік

7 липня 1937 між Японською імперією та Китайською республікою почалася війна, яка з часом стала частиною Другої світової війни. Під час війни тибетські влади дотримувалися нейтралітету, а територія Тибету майже не була залучена у військові дії.
На початку 1941 року новим регентом при малолітньому Далай-ламі став Нгаван Сунрабон, настоятель монастиря Тактра, розташованого недалеко від Лхаси. Нового регента підтримувала столична аристократія.
У грудні 1941 року по всьому Тибету пройшли молебні за відновлення миру.
У квітні 1942 року японські частини, які окупували Бірму, заблокували стратегічно важливу бірманську дорогу, що сполучає Республіку Китай із зовнішнім світом, тим самим унеможлививши транспортування озброєнь з Британської Індії в Китай. Тоді президент США Рузвельт доручив полковнику Іллі Толстому очолити військово-дипломатичну місію і відправитися до Тибету для переговорів з місцевою владою, щоб домогтися дозволу на транспортування вантажів через територію держави. Незважаючи на вмовляння і тиск з боку США, Великої Британії та Республікою Китай, уряд Тибету відповів відмовою, змусивши їх доставляти озброєння в Китай авіацією, що було вкрай важко і небезпечно: втративши можливість сухопутних перевезень, союзники втратили в небі над Китаєм і Гімалаями понад 600 літаків. В ході візиту Толстого в Лхасу стався обмін листами між президентом США Рузвельтом і Далай-ламою.

### Повоєнні роки і громадянська війна в Китаї
В післявоєнні роки ситуація в Тибеті була нестабільною. Невдоволення духовенства викликала політика регента, який збирав недоїмки з монастирів, відкрив світську школу з навчанням на англійській мові тощо. Лідером опозиції став колишній регент Джампел Еше, а центрами — монастир Раден і дацан Дже.
У 1946 році в Нанкін прибуває тибетська «місія доброї волі», яка була відправлена туди після візиту в Лхасу радника Чан Кайші Шень Цзунь-ляна. В цьому ж році в Нанкіні відбулася Національні збори, делегатами якого були оголошені члени тибетської місії. За твердженнями самих тибетців, вони були лише спостерігачами, а не учасниками зборів. За підсумками зборів було прийнято нову конституцію Китайської республіки, яка гарантувала Тибету автономію у складі республіки.
Внутрішня ситуація в Тибеті загострилася до краю до початку 1947 року, коли регент отримав посилку з Кама з ручною гранатою всередині. 14 квітня армією був оточений монастир Раден, а Джампел Еше був заарештований. Почалося повстання ченців монастиря Раден і дацану Дже, яке було придушене армією. В ході придушення загинуло близько 200 ченців. Над Джампел Еше і його прихильниками розпочався слідчий процес, але колишній регент помер (за деякими даними, він був отруєний прихильниками регента Нгаван Сунрабона у в'язниці ще до винесення вироку. Інший видатний прибічник покінчив життя самогубством. Джампел Еше був звинувачений в змові проти регента і в спробі отримати допомогу від китайців, яким Джампел Еше писав листи з проханнями про допомогу. Найближчі прихильники отримали по 250—300 ударів батогами і були посаджені у в'язницю. Понад 200 прихильників колишнього регента бігли на територію, контрольовану урядом в Нанкіні. Після цих подій, позиції регента Нгаван Сунрабона зміцнилися і навколо нього стали об'єднаються прихильники незалежності Тибету.
За версією китайських джерел, важливу роль у дестабілізації ситуації зіграв британський дипломат Хью Річардсон, який, дізнавшись, що колишній регент Джампел Еше веде переговори з китайським урядом про призначення себе регентом Тибету, під час своїх візитів налаштовував регента Нгаван Сунрабона проти Джампел Еше, а також залякував його авіабомбуванням Лхаси китайською авіацією.
У 1946 році на території Китаю почалася громадянська війна між Гоміньданом і Комуністичною партією Китаю, перевага в якій, з часом, переходив на бік КПК. Обидві сили вважали Тибет частиною Китаю. До 1949 року перемога КПК в громадянській війна стала очевидною, і вже в липні 1949 уряд Тибету вислав членів гомінданської місії, а також всіх китайців, які проживають в Тибеті, і закрив китайську школу. 2 вересня агентство Сіньхуа оголосило:
|  | Китайська Народно-визвольна армія звільнить всю територію Китаю, включаючи Тибет, Сікан, острова Хайнань і Тайвань. Вона не дозволить жодній п'яді китайській землі залишитися поза владою Китайської Народної Республіки |

1 жовтня 1949 була офіційно проголошена Китайська Народна Республіка.

### Управління у справах всіх держав

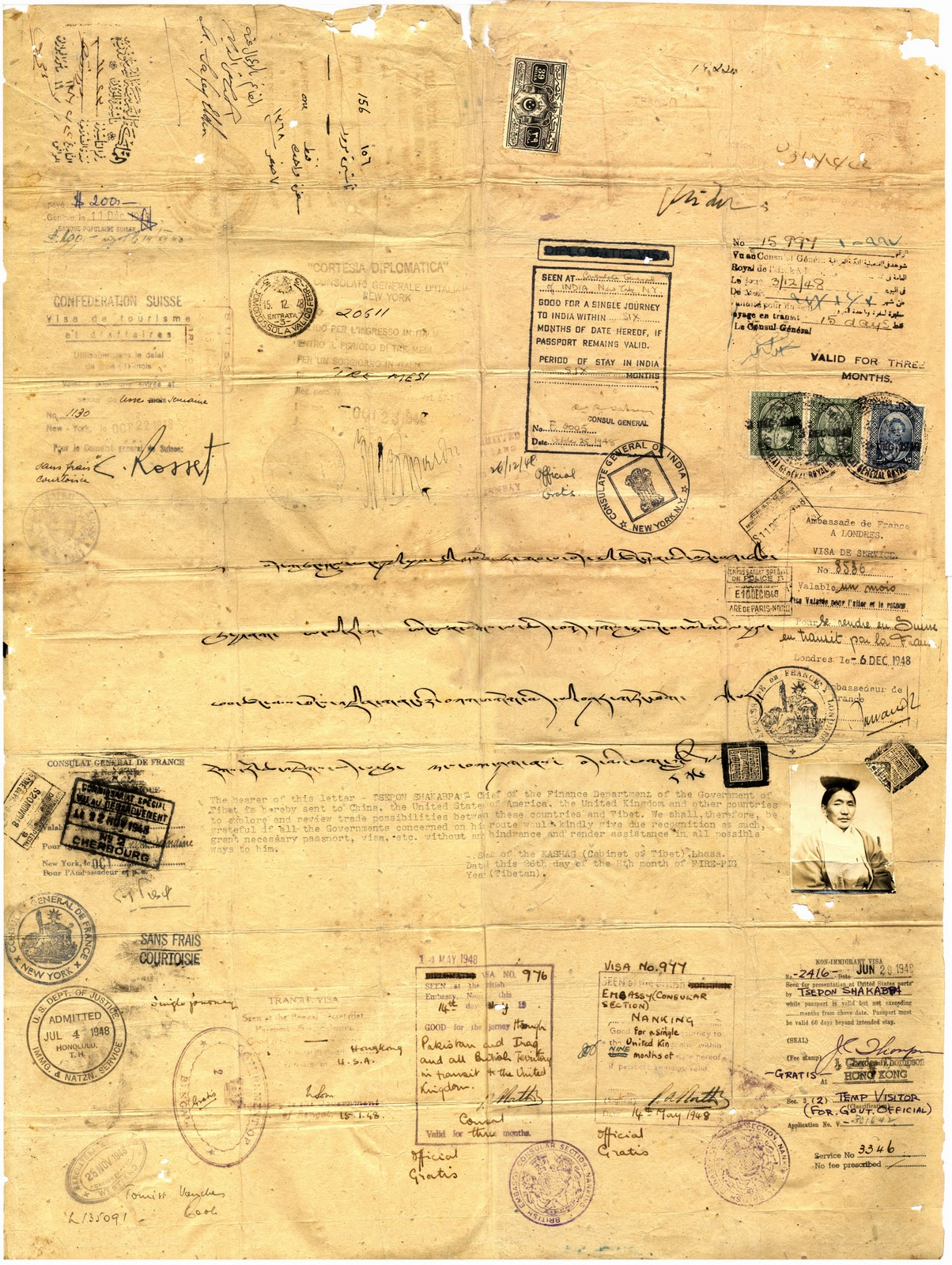
Тибетський паспорт цзепйона Ванчук Дедена Шакабпа. На паспорті стоять візи США, Великої Британії, Індії

Після 1940 року в Тибеті, крім існуючого до того часу постійного представництва Непалу, з'явилися постійні представництва китайського уряду і Британської Індії, і в 1942 році було відновлено Управління у справах всіх держав при Кашазі, яке очолили чиновник-монах і чиновник-мирянин. Китайський уряд не визнав новостворене управління і справ з ним не вів. В результаті, лише британці вели справи з Кашагом через це управління. Управління було ліквідовано в травні 1951 року.
15 серпня 1947 року Індія проголосила свою незалежність, і британська місія в Лхасі і торгові агентства перейшли до Індії. До неї також перейшли всі права та обов'язки за британо-тибетським договорами та угодами.
У жовтні 1947 року під керівництвом цзепйона Шакабпа в Індію, Китай, Великою Британію і США була направлена офіційна тибетська делегація. Основним завданням делегації було встановлення офіційних відносин між Тибетом, як незалежною державою, і перерахованими країнами. Делегація була прийнята Махатмою Ганді і Джавахарлал Неру в Індії, Чан Кайши в Китаї, Джорджем Маршаллом в США і Клементом Еттлі у Великої Британії. Переговори про встановлення офіційних відносин не мали результатів, але делегації вдалося домогтися успіху в переговорах про торгівлю. Так, Індія погодилася не стягувати мита на товари, що прямують транзитом в Тибет, а також платити за товари, що належать уряду Тибету, в доларах і фунтах.
З приводу прийняття тибетської делегації в МЗС США та Індії Китай направив офіційний протест. У відповідь на це США заявили, що вважають Тибет частиною Республіки Китай.

## Встановлення влади Китайської Народної Республіки
1 жовтня 1949 була проголошена Китайська Народна Республіка. Через місяць, 1 листопада 10-річний Панчен-лама X звернувся з вітальним посланням до Мао Цзедуна, в якому, зокрема, говорилося:
|  | Можна чекати в найближчі дні визволення Сіцзана (Тибету) |

Через три дні після послання Панчен-лами X, регент при малолітньому Далай-ламі XIV заявив про незалежність Тибету і звернувся до світової спільноти з проханням про допомогу, але допомоги так і не отримав.
До 1950 року Народно-визвольна армія Китаю (НВАК) впритул підійшла до територій, які контролювалися Лхасою, а вже в січня 1950 Південно-західне бюро ЦК КПК отримало директиву від ЦК КПК про початок підготовки походу в Тибет. Лхаська влада відправила в Пекін свою делегацію для переговорів про майбутнє Тибету, але делегації не вдалося отримати візи в Гонконг і вона залишилася очікувати китайський представників в Індії.
У січні 1950 року в Лхасі запрацювало радіо на трьох мовах: англійській, тибетській та китайській. Головним завданням створеного радіо було протистояння китайській пропаганді. З проханням підтримати вступ Тибету в ООН Кашаг закликав Велику Британію, США і Індії, проте отримав відмову у зв'язку з тим, що постійні члени СБ ООН Китай і СРСР наклали б вето на таке рішення.
У свою чергу, КНР направили в Лхасу тулку Геда, який був заступником голови провінції Сікан. 24 липня Геда прибув в Лхасу і був відразу ж заарештований, а через місяць помер у в'язниці. Смерть Геда була витлумачена КНР як небажання тибетців вести переговори.

### Чамдоська операція
7 жовтня 1950 частини НВАК, чисельністю близько 40 тисяч осіб (чисельність тибетської армії в той час — 8500 осіб), увійшли в Тибет з Цинхая і Синьцзяна. За час наступу НВАК на її бік перейшли близько 3 тисяч ополченців і ченців, а 11 жовтня всі 9 батальйонів тибетської армії. 19 жовтня був зайнятий Чамдо, гарнізон якого розбігся. Північніше Чамдо сталися бойові зіткнення, в ході яких був повністю знищений 6 і частково 3 батальйони тибетської армії, а губернатор Кама потрапив в полон (за іншими даними, губернатор сам здався в полон).
Тибетська армія була погано підготовлена до війни. Зброя була застарілою, а уряд цікавила тільки чисельність армії. Китайська армія ж мала сучасну зброю, яке постачав їй СРСР. Дії КНР в Тибеті засудили США та Велика Британія. 7 листопада Тибет направив на адресу Генерального секретаря ООН звернення із закликом зупинити китайську агресію:
|  | Військове захоплення Тибету з метою включення його до складу комуністичного Китаю за допомогою однієї тільки фізичної сили — явний прояв агресії. До тих пір, поки тибетський народ, проти власної волі і без згоди, примушується силою стати частиною Китаю, захоплення Тибету залишатиметься жахливим прикладом насильства сильного над слабким. Тому через Вас ми звертаємося до народів світу із закликом виступити на нашій стороні і зупинити китайську агресію. |

Під час обговорення питання Тибету в ООН Велика Британія, а за нею Індія і США запропонували відкласти обговорення питання, що й було зроблено. На прохання Тибету направити комісію ООН для розслідування відповіді не надійшло.
17 листопада, за рішенням Цогду, регент був відсторонений і вся влада перейшла в руки Далай-лами XIV, якому на той момент було всього 15 років. Далай-лама звільнив з в'язниць всіх прихильників колишнього регента Джампел Еше та інших політичних в'язнів, а також, в січні 1951 року, відкликав делегацію Шакабпи. В середині грудня 1950 Далай-лама з військовим ескортом покинув Лхасу і попрямував до монастиря Донкар, який став його тимчасовою резиденцією. Після від'їзду Далай-лами у Лхасі почалася паніка, багаті люди покидали місто.
У березні 1951 року Далай-ламою була сформована нова делегація для переговорів з Китаєм. Очолив її відпущений з полону губернатор Кама Нгапой Нгаванг Джігме. В переговорах взяв участь і Панчен-лама X.

### Угода з 17 пунктів

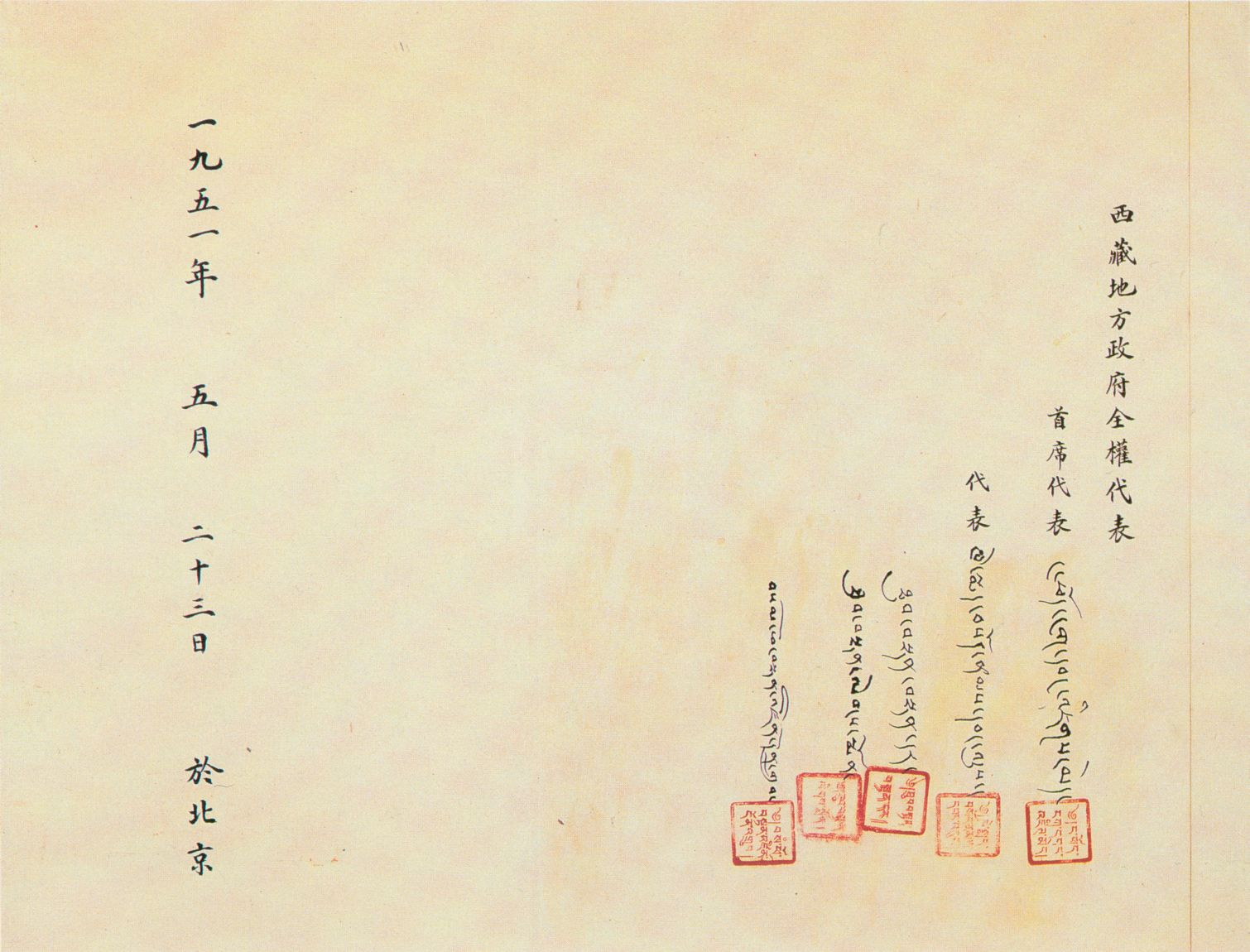
Підписи тибетської делегації під угодою

Тибетська делегація складалася з двох частин. Перша частина добиралася до Пекіна через Індію, друга — безпосередньо в Китай. Друга частина тибетської делегації отримала інструкції від Кашага, згідно з якими їй заборонялася приймати китайський суверенітет над Тибетом, а з усіх важливих питань необхідно було звертатися до Кашагу. Перша ж частина отримала більш оновлені інструкції, згідно з якими слід було домагатися незалежності Тибету, але якщо це буде неможливо, то погоджуватися, що Тибет стане частиною Китаю, але на наступних умовах:
1. Тибет повинен мати повну внутрішню незалежність;
2. В Тибеті не повинно бути китайських військ;
3. За оборону повинна відповідати тибетська армія;
4. Китайський представник в Лхасі, його штат і охорона не повинні перевищувати 100 осіб;
5. Китайський представник повинен бути буддистом.

29 квітня 1951 року почалися переговори між тибетською і китайською делегаціями, які тривали до 21 травня. 23 травня 1951 року, незважаючи на те, що Нгапой Нгаванг Джігме не мав повноважень від Кашага на прийняття самостійних рішень (хоча сам стверджував зворотне), було підписано «Угоду між Центральним народним урядом Китаю і місцевим тибетським урядом про заходи щодо мирного звільнення Тибету», пред'явлений в ультимативній формі для підписання. Від імені тибетської делегації угоду підписав глава делегації Нгапой Нгаван Джігме, а також кілька інших членів делегації. Як стверджує Далай-лама XIV, у делегації не було державних печаток, необхідних для укладення договору. В Пекіні були виготовлені дублікати державних печаток, які й були прикладені до угоди.
Угода складалося з 17 статей і наказувало Тибету «повернутися у велику сім'ю народів матері-батьківщини — Китайської Народної Республіки», а також надавало тибетським територіям права національної автономії в складі КНР. Водночас, в регіоні повинні були зберегтися політична система, функції та повноваження Далай-лами і Панчен-лами, самостійність в проведенні реформ. Військові і зовнішньополітичні питання повністю відходили під юрисдикцію влади КНР, в Тибеті засновувався військово-адміністративний комітет і штаб військового округу, а озброєні сили Тибету ставали частиною НВАК. Підтримка угоди в телеграмі Мао Цзедуну від 24 жовтня 1951 року виражена в телеграмі, відправленою від імені Далай-лами XIV (хоча і не завіреною його підписом або печаткою).
Підписана угода складалося з 17 статей, основні з яких:
|  | Стаття 1. Тибетський народ об'єднається і вижене імперіалістичні агресивні сили з Тибету і повернеться у велику сім'ю народів матері-батьківщини - Китайської Народної Республіки. Стаття 4. Центральна влада не буде змінювати політичну систему, що існує в Тибеті, а також існуючого статусу, функцій і повноважень Далай-лами. Посадові особи різних рангів і раніше залишаться на своїх постах. Стаття 5. Існуючі статус, функції і повноваження Панчен-лами будуть збережені. Стаття 6. У питаннях, що стосуються різних реформ в Тибеті, не буде ніякого примусу з боку центральних органів влади. Місцевий уряд Тибету повинен проводити реформи добровільно, і коли народ зажадає проведення реформ, питання про них буде вирішуватися шляхом консультації з видними діячами Тибету. |

До угоди додавалося секретне доповнення, в якому, згідно тибетської версії, гарантувалося збереження влади і положення Далай-лами якщо він покине Тибет і повернеться протягом 4-5 років; повне забезпечення Далай-лами тибетським урядом в цей час; 20 тисячна китайська армія буде розміщена на кордонах Тибету, а при військах НВАК в Тибеті будуть 1-2 тибетських міністри в ранзі заступників командувача.
На думку істориків Євгенія Кичанова і Бориса Мельниченко, угода носила компромісний характер. 9 вересня 1951 року частини НВАК увійшли в Лхасу, а 10 лютого 1952 року був утворений Тибетський військовий округ НВАК [джерело?].
Традиційний тибетський уряд продовжував функціонувати, хоча і з китайським втручанням. Ряд подій, починаючи з антикитайських повстань початку 1950-х рр., і закінчуючи тибетським повстанням 1959, привели до того, що в березня 1959 року Далай-лама XIV, значна частина урядовців і високих лам втікли у вигнання в Індію. Слідом за Далай-ламою понад 80000 тибетців також покинули Тибет в наступні два роки, шукаючи притулку в Індії, Бутані, Непалі та інших країнах.

## Міжнародно-правовий статус Тибету
Міжнародно-правовий статус Тибету в 1912—1951 роках є предметом суперечок. За даними тибетолога Елліота Сперлінга, питання про статус Тибету завжди був спірним і конфліктним. На думку китайської сторони, Китай з XIII століття безперервно здійснював свої суверенні права в Тибеті і, таким чином, Тибет ніколи не був незалежною державою. Тибетська сторона стверджує, що в ході своєї історії Тибет завжди був незалежним.

## Експедиції і подорожі на Тибет

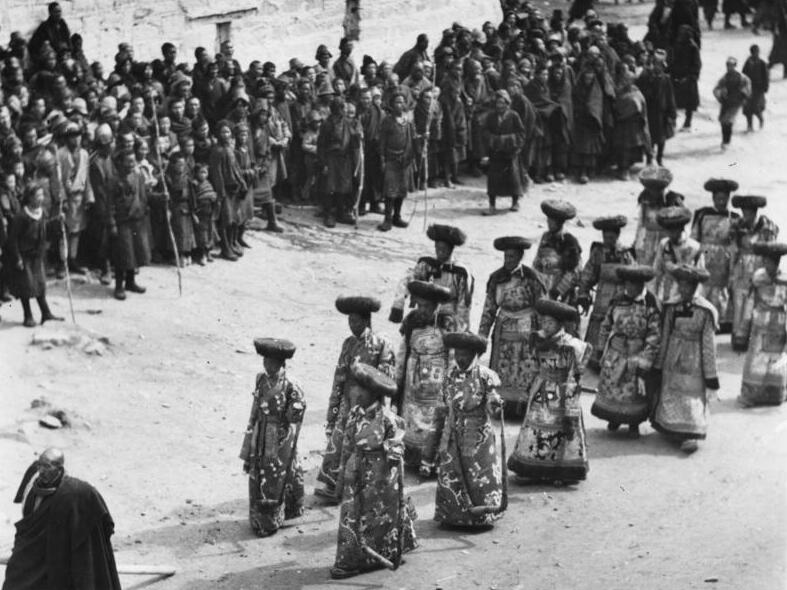
Фотографія святкування Лосара в Лхасі, зроблена під час експедиції Ернста Шеффера

У період 1912—1951 років був здійснений ряд відомих експедицій і подорожей на Тибет, зокрема:
- У 1911—1912 роках британський геодезист Генрі Морсхед разом з Фредеріком М. Бейлі провели експедицію на Тибет, під час якої були відкриті витоки річки Цангпо-Брахмапутри, і було доведено, що це одна і та ж річка.[16] Морсхед також брав участь в експедиції Д.Меллорі до гори Еверест в 1921 році[16].
- Олександра Давід-Неель знаменита тим, що досягла Лхаси в 1924 році, коли столиця Тибету була закрита для відвідування європейцями. Про свою подорож вона написала книгу «Подорож парижанки до Лхаси» (1927).
- Ряд експедицій в Тибет був здійснений в 1920-х роках за підтримки влади СРСР, включаючи експедицію Миколи Реріха (1927).
- У період між 1931 і 1939 роками німецький дослідник Ернст Шеффер тричі відвідав Тибет з різними експедиціями (див. Тибетська експедиція Третього Рейху). Перші дві з них пройшли під керівництвом американського вченого Брука Долана. Третя експедиція, що проходила під патронажем Гіммлера і товариством Аненербе[17], офіційно включала в себе вивчення клімату, географії та культури Тибету[18]. Під час її проведення були зроблені численні фотознімки і знятий фільм «Таємничий Тибет»[17].
- У 1929—1948 рр. італійський тибетолог і релігієзнавець Джузеппе Туччі зробив вісім наукових експедицій до Тибету, дослідивши невідомі європейській науці монастирі різних традицій.
- З 1944 по 1951 рік у Тибеті провів німецький альпініст Генріх Харрер. Про цей період свого життя він написав книгу «Сім років у Тибеті» (1953), за мотивами якої було знято однойменний фільм (1997).[19]